# Tardo impero romano
Il tardo impero romano o basso impero romano rappresentò l'ultima parte della storia politica romana che va dalla presa di potere di Diocleziano nel 284 alla caduta dell'Impero romano d'Occidente nel 476, anno in cui Odoacre depose l'ultimo imperatore legittimo, Romolo Augusto. La vita dell'Impero romano d'Oriente si protrarrà invece fino al momento della conquista di Costantinopoli da parte degli ottomani nel 1453. È da notare che, se in Occidente il periodo tardo-imperiale termina nel 476, in Oriente invece lo si fa terminare per convenzione con il regno di Eraclio (610-641), in quanto il suo regno fu segnato da riforme che trasformarono profondamente l'impero, liberandolo della decadente eredità tardo-romana e segnando dunque la fine in Oriente del "periodo tardo-romano" (o "proto-bizantino").
Al suo apice si espandeva per 4,4 milioni di km2, risultando il secondo impero più vasto del suo tempo dopo l'Impero cinese nel II secolo. Il calcolo di quest'area non è univoco, a causa di alcune dispute e della presenza di regni clienti il cui rapporto con Roma non è sempre chiaro, ma si tende a considerare tra 4,0 e 4,4 milioni di km2, con un dato mediano di 4,2 e un'area di influenza politico-militare fino a 5,0 milioni di km2. Malgrado non sia mai stato l'impero più vasto del mondo antico, venendo superato da molti altri, è considerato il primo per qualità di governo, organizzazione e gestione, avendo consolidato il proprio dominio per secoli.
Oltre all'Impero romano d'Oriente, unico Stato successore a pieno titolo dell'Impero romano, le altre entità statuali che si rifecero a esso in Occidente furono il Regno franco e il Sacro Romano Impero.

## Antefatto
I cento anni che seguirono la morte di Alessandro Severo segnarono la sconfitta dell'idea di impero delle dinastie giulio-claudia e antonina. Tale idea si basava sul fatto che l'impero si fondava sulla collaborazione tra l'imperatore, il potere militare e le forze politico-economiche interne. Nei primi due secoli dell'impero la contrapposizione tra poteri politici e potere militare si era mantenuta, anche se pericolosamente (lotte civili), all'interno di un certo equilibrio, garantito anche dalle enormi ricchezze che affluivano allo Stato e ai privati tramite le campagne di conquista. Nel III secolo, però, tutte le energie dello Stato venivano spese non per ampliare, ma per difendere i confini dalle invasioni barbare. Quindi, con l'esaurimento delle conquiste, il peso economico e l'energia politica delle legioni finirono per rovesciarsi all'interno dell'impero invece che all'esterno, con il risultato che l'esercito, che era stato il fattore principale della potenza economica, finì per diventare un peso sempre più schiacciante, mentre la sua prepotenza politica diventava una fonte permanente di anarchia.
Nei quasi cinquant'anni di anarchia militare si succedettero ben 21 imperatori acclamati dall'esercito, quasi tutti morti assassinati. Inoltre, l'impero dovette affrontare contemporaneamente una serie di pericolose incursioni barbariche (Goti, Franchi, Alemanni, Marcomanni) che avevano sfondato il limes renano-danubiano a nord e l'aggressività della dinastia persiana dei Sasanidi, che aveva sostituito i Parti. Solo grazie alla determinazione di una serie di imperatori originari della Dalmazia, l'impero, giunto sull'orlo della disgregazione e del collasso (intorno al 270 era avvenuta anche la secessione di alcune province, in cui si erano formate due entità separate dal governo di Roma: l'Imperium Galliarum in Gallia e in Britannia, e il Regno di Palmira in Siria, Cilicia, Arabia, Mesopotamia ed Egitto), riuscì a riprendersi.

## Civiltà tardo-romana
Per ogni aspetto della società tardo-romana (es. forma di governo, diritto, religione, economia, cultura letteraria, artistica, ecc.) si rimanda alla voce tarda antichità; riguardo invece agli aspetti militari, si rimanda alla voce storia delle campagne dell'esercito romano in età tardo-imperiale.

## Cronologia dei principali eventi politici tardo-imperiali (284-476)
Dopo circa mezzo secolo di instabilità, salì al potere il generale illirico Gaio Aurelio Valerio Diocleziano, che riorganizzò il potere imperiale istituendo la tetrarchia, ovvero una suddivisione dell'impero in quattro raggruppamenti distinti di province, due affidati agli augusti (Massimiano e lo stesso Diocleziano) e due affidati ai cesari (Costanzo Cloro e Galerio), che erano anche i successori designati. In questa circostanza anche l'Italia venne suddivisa in province. Più in generale si verificò in questi anni una progressiva marginalizzazione delle aree più antiche dell'impero a vantaggio dell'Oriente, forte di tradizioni civiche più antiche e di un'economia mercantile maggiormente consolidata, assai più prospero quanto a politica, amministrazione e cultura. L'istituzione della suddetta tetrarchia avrebbe inoltre in qualche modo frenato la crisi del terzo secolo. Il sistema, però, non resse e quando Diocleziano si ritirò a vita privata scoppiarono nuove lotte per il potere, dalle quali uscì vincitore Costantino, figlio di Costanzo Cloro.
In definitiva, la grande crisi del III secolo aveva finito per sviluppare una monarchia assoluta (Dominato), fondata su un esercito violento e una burocrazia invadente. Della vecchia aristocrazia senatoria che aveva guidato insieme al Principe l'impero restavano soltanto gli ozii culturali, l'immane ricchezza e gli enormi privilegi rispetto alla massa del popolo, ma il potere ormai era nelle mani della corte imperiale e dei militari. Diocleziano, inoltre, per meglio sottolineare l'incontestabilità e la sacralità del proprio potere, evitando così le continue usurpazioni che avevano provocato la grave crisi politico-militare del III secolo, decise di evidenziare la distanza fra sé e il resto dei sudditi, introducendo rituali di divinizzazione dell'imperatore tipicamente orientali. Il problema più grave per la stabilità dell'impero rimase, però, quello di una regolare successione, che né Diocleziano con il sistema tetrarchico né Costantino con il ritorno al sistema dinastico riuscirono a risolvere. Inoltre, in ambito economico-finanziario, né Diocleziano né Costantino riuscirono a risolvere i problemi che assillavano da tempo l'impero, ovvero l'inflazione galoppante e la pressione fiscale oppressiva: l'editto dei prezzi stabilito nel 301 da Diocleziano per calmierare le merci in vendita sul mercato si rivelò fallimentare, mentre Costantino con l'introduzione del solidus riuscì a stabilizzare il valore della moneta forte, preservando il potere d'acquisto dei ceti più ricchi, ma a scapito di quello dei ceti più poveri, che furono abbandonati a sé stessi.

### La tetrarchia (284-305)
La struttura dell'impero romano si era ormai evoluta, ai tempi di Diocleziano, in una specie di dualismo tra la città di Roma, amministrata dal Senato, e l'Imperatore, che invece percorreva l'impero e ne ampliava o difendeva i confini. Il rapporto tra Roma e l'impero era ambivalente: se l'Urbe era il punto di riferimento ideale della "Romània", in ogni caso il potere assoluto era ormai passato al monarca o dominus, l'Imperatore, che spostava il suo luogo di comando a seconda delle esigenze militari dell'impero. Ormai era chiaro il decadimento di Roma come centro nevralgico dell'impero.
Ottenuto il potere, Diocleziano nominò nel novembre del 285 come suo vice in qualità di cesare, un valente ufficiale di nome Marco Aurelio Valerio Massimiano, che pochi mesi più tardi elevò al rango di augusto il 1º aprile del 286 (chiamato ora Nobilissimus et frater), formando così una diarchia in cui i due imperatori si dividevano su base geografica il governo dell'impero e la responsabilità della difesa delle frontiere e della lotta contro gli usurpatori.
Nel 293 Diocleziano procedette a un'ulteriore divisione funzionale e territoriale dell'intero impero in quattro parti, al fine di facilitare le operazioni militari. Nominò così come suo cesare  per l'Oriente Galerio e Massimiano fece lo stesso con Costanzo Cloro per l'Occidente. L'impero fu così diviso in quattro macro-aree:
- a Diocleziano spettavano le province orientali dell'Egitto (sede imperiale: Nicomedia[14])
- Galerio le province balcaniche (sede: Sirmio)
- Massimiano governava su Italia e Africa settentrionale (sede imperiale: Mediolanum[14])
- Costanzo Cloro ebbe in affidamento la Spagna, la Gallia e la Britannia (sede: Augusta Treverorum).

Il sistema si rivelò efficace per la stabilità dell'impero e rese possibile agli augusti di celebrare i vicennalia, ossia i vent'anni di regno, come non era più successo dai tempi di Antonino Pio. Restava da mettere alla prova il meccanismo della successione: il 1º maggio del 305 Diocleziano e Massimiano abdicarono, ma la tetrarchia si rivelerà un fallimento politico, generando una nuova ondata di guerre civili.

### Le guerre civili (306-324)
Il 1º maggio del 305 Diocleziano e Massimiano abdicarono (ritirandosi il primo a Spalato e il secondo in Lucania). La seconda tetrarchia prevedeva che i loro rispettivi due cesari diventassero augusti (Galerio per l'Oriente e Costanzo Cloro per l'Occidente), provvedendo questi ultimi a nominare a loro volta i propri successori designati (i nuovi cesari): Galerio scelse Massimino Daia e Costanzo Cloro scelse Flavio Valerio Severo. Sembra però che poco dopo, lo stesso Costanzo Cloro, rinunciò a parte dei suoi territori (Italia e Africa) a vantaggio dello stesso Galerio, il quale si trovò a dover gestire due cesari: Massimino Daia a cui aveva affidato l'Oriente, Flavio Valerio Severo a cui rimase l'Italia (e forse l'Africa), mentre tenne per sé stesso l'Illirico. Il sistema rimase invariato fino alla morte di Costanzo Cloro avvenuta a Eburacum il 25 luglio del 306.
Con la morte di Costanzo Cloro (25 luglio del 306), il sistema andò in crisi: il figlio illegittimo dell'imperatore defunto, Costantino venne proclamato cesare dalle truppe in competizione con il legittimo erede, Severo. Qualche mese più tardi, Massenzio, figlio del vecchio augusto Massimiano Erculeo, si fece acclamare, grazie all'appoggio di ufficiali come Marcelliano, Marcello, Luciano e dai pretoriani, ripristinando il principio dinastico.
Galerio si rifiutò di riconoscere Massenzio e inviò a Roma, Severo (che si trovava a Mediolanum) con un esercito, allo scopo di deporlo. Poiché, però, gran parte dei soldati di Severo avevano servito sotto Massimiano, dopo aver accettato denaro da Massenzio disertarono in massa. Severo fuggì a Ravenna, dove fu assediato dal padre di Massenzio, Massimiano. La città era molto ben fortificata, cosicché Massimiano offrì delle condizioni per la resa che Severo accettò: fu preso da Massimiano e ucciso.
Solo l'11 novembre 308 si tenne a Carnuntum, sull'alto Danubio, un incontro cui parteciparono Galerio, che lo organizzò, Massimiano e Diocleziano, richiamato da Galerio. In questa occasione venne riorganizzata una quarta tetrarchia: Massimiano fu obbligato ad abdicare, mentre Costantino fu nuovamente degradato a cesare, mentre Licinio, un leale commilitone di Galerio, fu nominato augusto d'Occidente.
Il quarto periodo tetrarchico, iniziato l'11 novembre del 308, terminò il 5 maggio del 311 quando Galerio morì e Massimino Daia si impadronì dell'Oriente, lasciando a Licinio il solo Illirico. Ora l'impero romano era nuovamente diviso in quattro parti: Massimino Daia e Licinio in Oriente, Costantino e Massenzio in Occidente. Si trattava della "quinta tetrarchia". In realtà poco dopo Massimino, Costantino e Licinio si coalizzarono per eliminare il primo dei quattro augusti: Massenzio che possedeva ora Italia e Africa. Così nel 312, Costantino, riunito un grande esercito, mosse alla volta dell'Italia attraverso le Alpi, fino a scontrarsi con l'esercito di Massenzio nella decisiva battaglia di Ponte Milvio, il 28 ottobre del 312. Massenzio fu sconfitto e ucciso. Con la morte di Massenzio, tutta l'Italia passò sotto il controllo di Costantino. Poi nel febbraio del 313, Licinio e Costantino si incontrarono a Mediolanum, dove i due strinsero un'alleanza (rafforzata dal matrimonio di Licinio con la sorella di Costantino, Flavia Giulia Costanza), che prevedeva di eliminare il terzo imperatore, Massimino Daia. Licinio lo affrontò e sconfisse nella battaglia di Tzirallum il 30 aprile di quest'anno. Massimino Daia, morì pochi dopo (agosto). Restavano ora solo due augusti: Costantino per l'Occidente e Licinio per l'Oriente.
Per undici anni l'Impero romano fu retto da Costantino e Licinio, più tardi affiancati dai loro rispettivi figli, nominati Cesari. A partire, infatti, dal 317, dopo un primo scontro armato avvenuto presso Mardia, i due Augusti scesero a patti, firmando una tregua (1º marzo 317). Licino dovette cedere a Costantino l'Illirico. In cambio Licinio ottenne la possibilità di governare autonomamente la sua parte di impero. Erano sorti così due regni "separati" e indipendenti, ben lontani dal progetto tetrarchico di Diocleziano, che prevedeva un'"unità" imperiale. Con la fine delle ostilità i due Augusti elevarono a Cesari i loro stessi figli (Serdica il 1º marzo del 317): Crispo (a cui fu affidata la Gallia) e Costantino II per Costantino, mentre Valerio Liciniano Licinio per Licinio.
Lo scontro finale avvenne pochi anni più tardi, quando nel 323, un'orda di Goti, che avevano deciso di attraversare l'Istro, tentarono di devastare i territori romani della Mesia inferiore e della Tracia. Costantino, informato di ciò, marciò contro di loro, penetrando però nei territori all'altro augusto Licinio e ricevendo tutta una serie di proteste ufficiali da parte dello stesso, che sfociarono nella fase finale della guerra civile tra i due. Nel 324 si ebbero una serie di scontri tutti favorevoli a Costantino (ad Adrianopoli, Bisanzio, nell'Ellesponto, e Crisopoli) che portarono Licinio, ora assediato a Nicomedia, a consegnarsi al suo rivale, il quale lo mandò in esilio come privato cittadino a Tessalonica (messo a morte l'anno successivo). Costantino era ora l'unico padrone del mondo romano. Per questo motivo la monetazione degli anni successivi ne celebrò la sua unità con la scritta "Restitutor Orbis". L'anno successivo il nuovo imperatore d'Occidente e Oriente partecipò al Concilio di Nicea.

### Costantino e i Costantinidi (324-363)

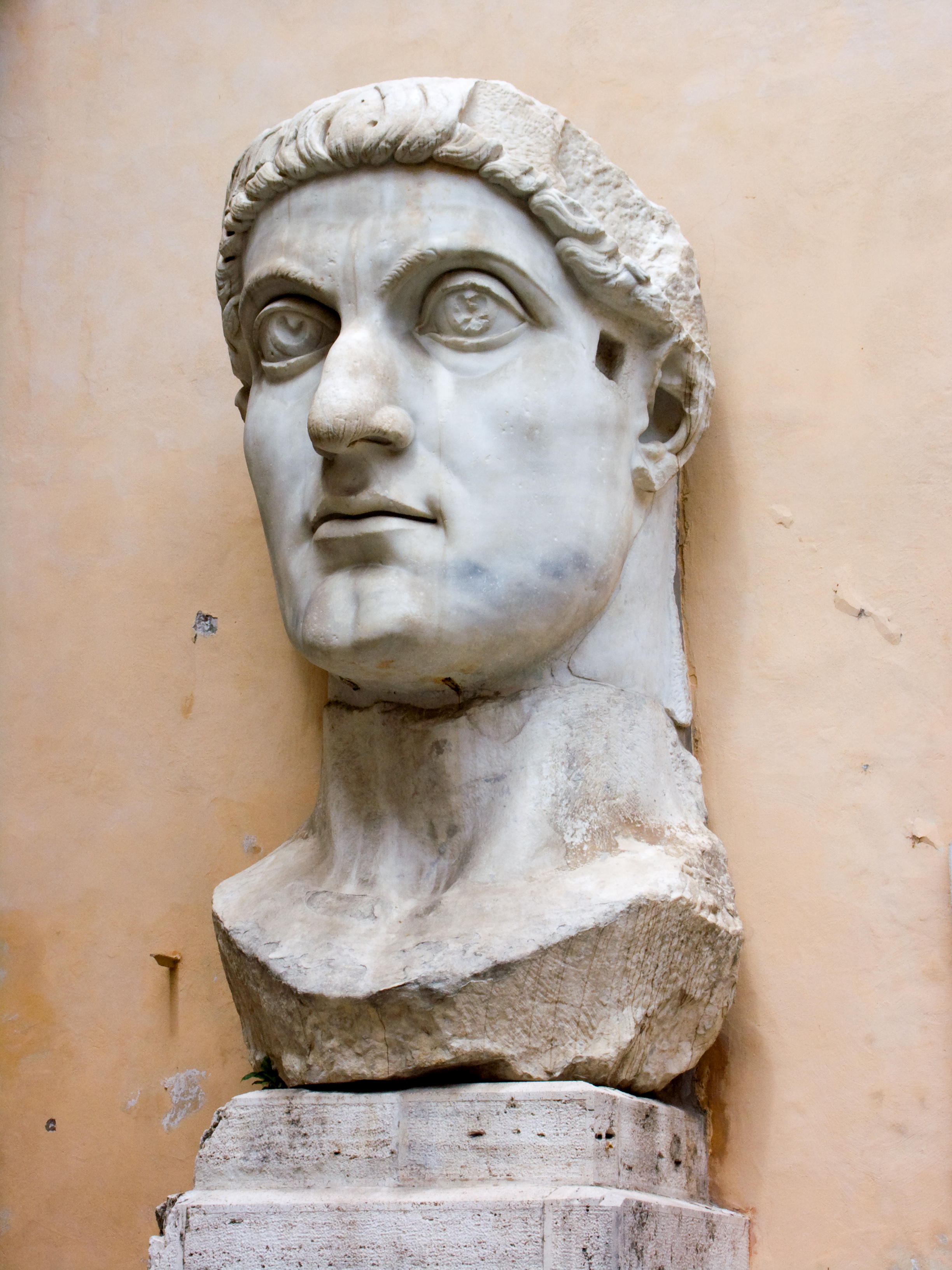
Costantino I detto il Grande, primo imperatore cristiano

Nel 324 iniziano invece i lavori per la fondazione della nuova capitale, Costantinopoli. La fase dalla riunificazione imperiale alla morte di Costantino il Grande (avvenuta nel 337), vide l'imperatore cristiano riordinare l'amministrazione interna e religiosa, oltre a consolidare l'intero sistema difensivo lungo i tratti renano e danubiano e ottenendo importanti successi militari che portarono a "controllare" buona parte di quei territori ex romani, che erano stati abbandonati da Gallieno e Aureliano: dall'Alamannia (Agri decumates), alla Sarmatia (piana meridionale del Tibisco, ovvero il Banato) fino alla Gothia (Oltenia e Valacchia). E sempre a partire da questi anni, Costantino continuò a utilizzare quali sue residenze imperiali preferite Serdica, Sirmium e Tessalonica, oltre alla dioclezianea Nicomedia.
Il 18 settembre 335, Costantino elevò il nipote Dalmazio al rango di cesare, assegnandogli la Thracia, l'Achaea e la Macedonia, con probabile capitale a Naisso e compito principale la difesa di quelle province contro i Goti, che le minacciavano di incursioni. Costantino divise così di fatto l'impero in quattro parti, tre per i figli e una per il nipote; la nomina di Dalmazio, però, dovette incontrare l'opposizione dell'esercito, che aveva palesato la propria preferenza per l'accesso della linea dinastica diretta al trono.
Morto Costantino (22 maggio del 337), mentre stava ancora preparando una campagna militare contro i Sasanidi, la situazione vedeva il potere spartito tra i suoi figli e nipoti, cesari: Costanzo II, che era impegnato in Mesopotamia settentrionale a supervisionare la costruzione delle fortificazioni frontaliere, si affrettò a tornare a Costantinopoli, dove organizzò e presenziò alle cerimonie funebri del padre: con questo gesto rafforzò i suoi diritti come successore e ottenne il sostegno dell'esercito, componente fondamentale della politica di Costantino.

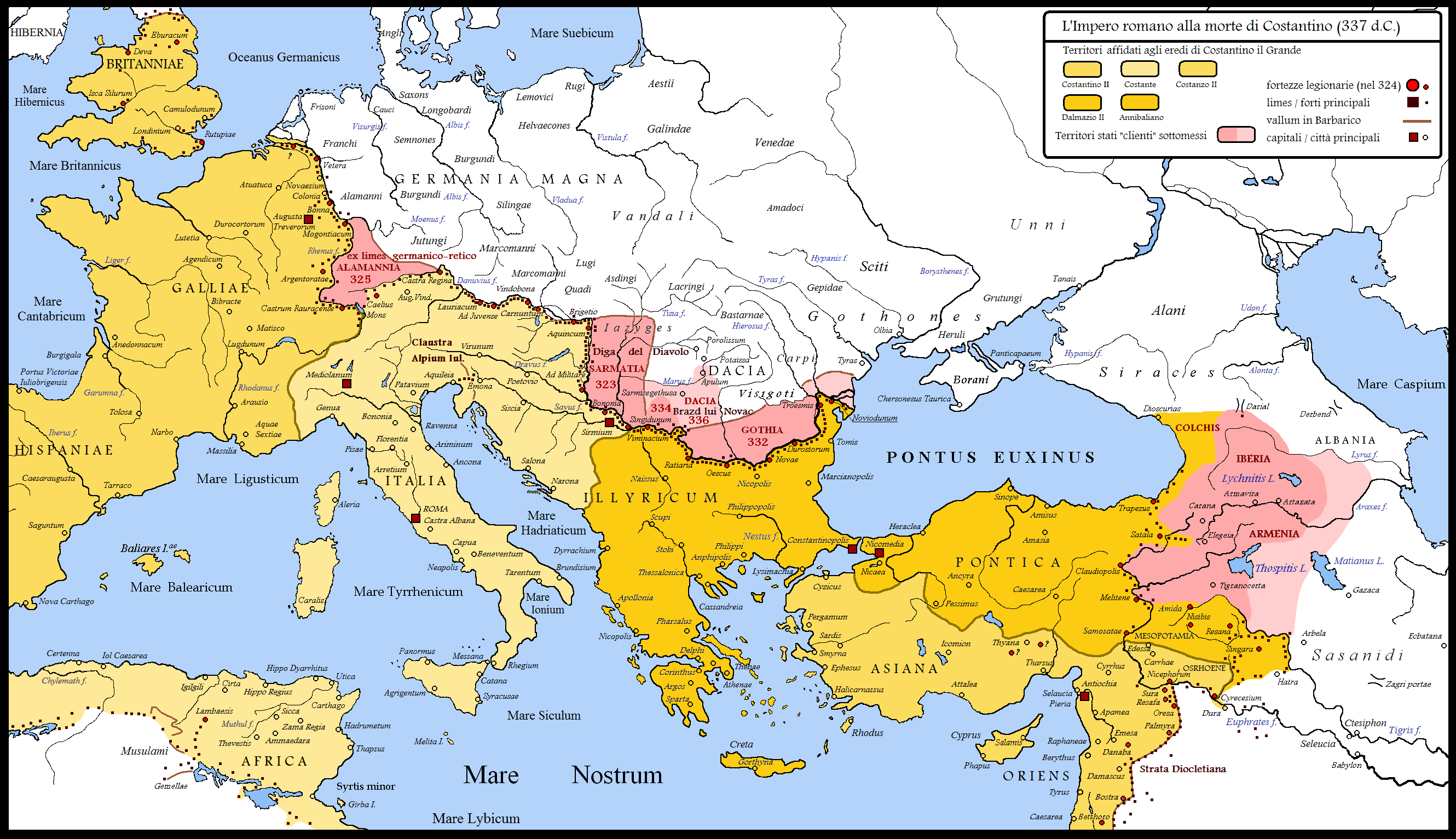
Le frontiere settentrionali e orientali alla morte di Costantino I, con i territori acquisiti nel corso del trentennio di campagne militari (dal 306 al 337), oltre alla divisione imperiale tra figli e nipoti: Costantino II, Costante I, Costanzo II, Dalmazio Cesare e Annibaliano

Durante l'estate del 337 si ebbe un eccidio, per mano dell'esercito, dei membri maschili della dinastia costantiniana e di altri esponenti di grande rilievo dello Stato: solo i tre figli di Costantino e due suoi nipoti bambini (Gallo e Giuliano, figli del fratellastro Giulio Costanzo) furono risparmiati. Le motivazioni dietro questa strage non sono chiare: secondo Eutropio Costanzo non fu tra i suoi promotori ma non tentò certo di opporvisi e condonò gli assassini; Zosimo invece afferma che Costanzo fu l'organizzatore dell'eccidio. Nel settembre dello stesso anno i tre cesari rimasti (Dalmazio era stato vittima della purga) si riunirono a Sirmio in Pannonia, dove il 9 settembre furono acclamati imperatori dall'esercito e si spartirono l'impero: Costanzo si vide riconosciuta la sovranità sull'Oriente.
La divisione del potere tra i tre fratelli durò poco: Costantino II morì nel 340, mentre cercava di rovesciare Costante I; nel 350 Costante fu rovesciato dall'usurpatore Magnenzio, e poco dopo Costanzo II divenne unico imperatore (dal 353), riunificando ancora una volta l'impero. Il periodo poi fu caratterizzato da un venticinquennio di guerre lungo il limes orientale contro le armate sasanidi, prima da parte di Costanzo II e poi del nipote Flavio Claudio Giuliano (tra il 337 e il 363).
Nel 361 venne proclamato Augusto Giuliano, Cesare in Gallia. Il suo governo durò solo tre anni, eppure ebbe grande importanza, sia per il tentativo di ristabilire un sistema religioso politeistico (per questo sarà detto l'Apostata), sia per la campagna militare condotta contro i Sasanidi, nella quale l'Imperatore perì nel corso di una battaglia, dopo alcuni successi iniziali, a cui seguì una difficoltosa ritirata. Venne eletto suo successore Gioviano, il quale per portare il suo esercito sano e salvo in territorio imperiale, firmò una pace definita "vergognosa" con la Persia, alla quale vennero cedute le cinque province al di là del Tigri conquistate da Diocleziano e alcune importanti città di frontiera come Nisibi.

### I Valentiniani e Teodosio (364-395)

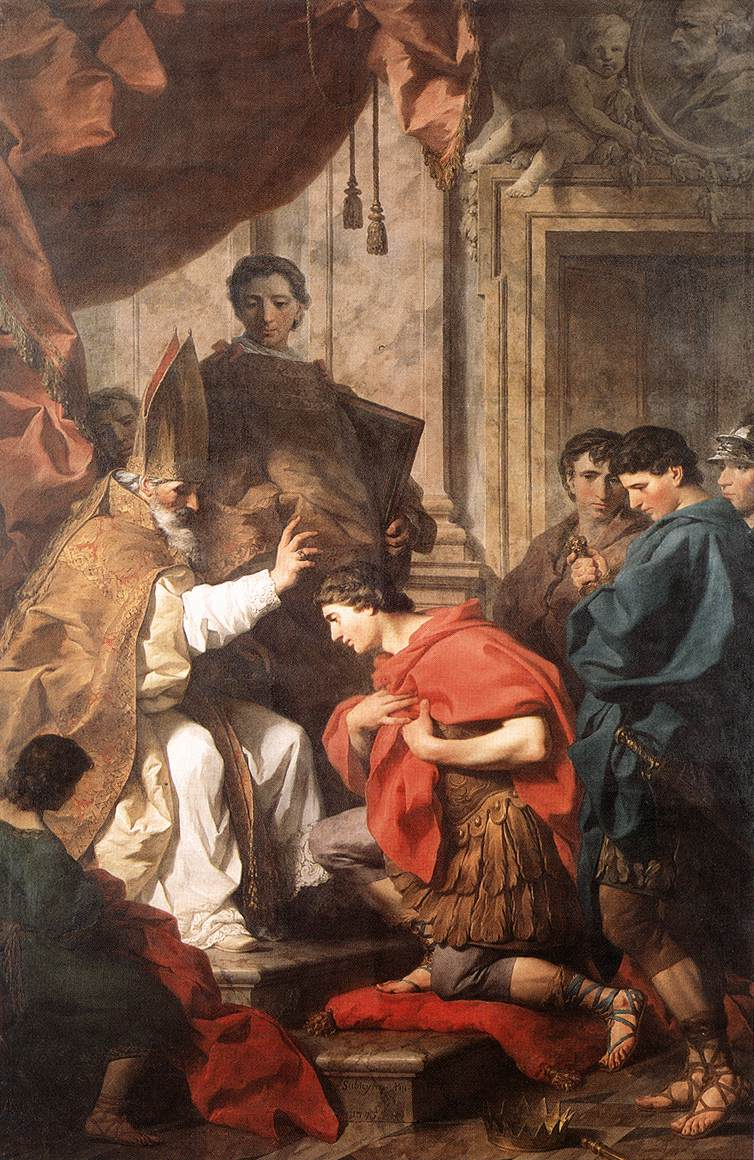
Sant'Ambrogio converte Teodosio, tela di Pierre Subleyras, 1745

Nel 364 fu incoronato imperatore Valentiniano I; quest'ultimo, su richiesta dell'esercito, nominò un collega (il fratello Valente) a cui assegnò la parte orientale dell'impero. Valente, subito dopo l'ascesa al trono, dovette fronteggiare l'usurpazione di Procopio, su cui ebbe però la meglio nella battaglia di Tiatira, catturandolo e giustiziandolo. Secondo lo storico antico Ammiano Marcellino, Valentiniano fu un sovrano crudele, che lanciò una violenta persecuzione contro tutti coloro accusati di stregoneria (una persecuzione così violenta che, usando le parole del Gibbon, pare che «nelle province meno piacevoli i prigionieri, gli esuli e i fuggiaschi costituissero la maggioranza degli abitanti») e godeva nel vedere la sua orsa Innocenza sbranare i condannati a morte nella sua camera da letto. Pur con i suoi difetti, Valentiniano si dimostrò comunque un buon governante: egli infatti mise fine a molti degli abusi che avvenivano ai tempi di Costanzo, promulgò alcune leggi a favore del popolo (condannò l'esposizione dei neonati e istituì nei quattordici quartieri di Roma altrettanti medici), e favorì l'insegnamento della retorica, una disciplina ormai in declino. Inoltre istituì la carica di Defensor civitatis, una sorta di avvocati che difendevano i diritti del popolo. Non va dimenticato che tollerò il paganesimo, garantendo a tutte le religioni libertà di culto. Inoltre ottenne anche alcuni successi contro i Barbari, fronteggiando con successo una rivolta dei Mauri in Africa e le incursioni barbariche in Britannia, in Gallia e nell'Illirico. Durante una guerra contro i Quadi, alcuni ambasciatori quadi si recarono dall'imperatore per implorare clemenza; l'Imperatore si adirò talmente tanto per il discorso degli ambasciatori che nel corso dell'irata risposta fu colpito da un ictus cerebrale e morì.
Venne nominato suo successore in Occidente Graziano. Nel frattempo i Goti Tervingi (erroneamente identificati a posteriori con i Visigoti), pressati dagli Unni che avevano invaso le loro terre, chiesero all'Imperatore d'Oriente Valente di potersi stanziare in territorio romano; alla fine Valente decise di accettare, ma a condizione che i Barbari consegnassero tutte le loro armi e si separassero dai figli; tuttavia, una volta entrati in territorio romano, i Goti vennero talmente maltrattati che decisero di rivoltarsi, dando così inizio alla guerra gotica. A complicare la situazione contribuì il fatto che ai Tervingi si unirono i Greutungi (erroneamente identificati a posteriori con gli Ostrogoti), i quali, approfittando del caos, attraversarono anch'essi il Danubio, coalizzandosi con i Tervingi. Nel tentativo di fermare i Barbari, l'imperatore Valente morì nel corso della battaglia di Adrianopoli, nella quale 15 000 soldati dell'impero romano d'Oriente vennero massacrati (9 agosto 378). Graziano affidò l'impero d'Oriente a Teodosio I, al quale affidò le diocesi di Macedonia e Dacia - storicamente appartenenti all'Occidente, ma minacciate dai Goti. Non riuscendo però a ottenere una vittoria totale sui Goti, alla fine l'imperatore Teodosio I (successore di Valente in oriente) fu costretto a riconoscerli come foederati (cioè alleati) dell'impero (382). I Goti vennero stanziati nell'Illirico Orientale, dove ricevettero delle terre e l'obbligo di aiutare l'impero nelle lotte contro gli altri barbari, ma venne concessa loro anche una certa semiautonomia dall'impero, permettendo loro di mantenere la propria organizzazione tribale ma non un capo unico.
Nel 382 l'imperatore Graziano abolirà definitivamente ogni residuo di paganesimo: il titolo di pontefice massimo, i finanziamenti pubblici ai sacerdoti pagani, la statua e l'ara della Vittoria ancora presenti nella curia. La morte di Graziano nel 383 per opera dell'usurpatore Magno Massimo, che controllava la Gallia e la Spagna, segnò una nuova minaccia per l'impero. La zelante tutela della religione cristiana di Magno Massimo, con la decapitazione dell'eretico Priscilliano, fu ritenuta una valida garanzia dell'affidabilità del generale iberico, tanto che il nuovo imperatore d'Occidente, Valentiniano II, lo accettò come collaboratore. Teodosio però sconfisse e fece giustiziare Magno Massimo (388), ripristinando la forma diarchica. Con la morte di Valentiniano II in circostanze misteriose nel 392 (forse fatto uccidere dal suo ministro Arbogaste), Teodosio tornò a essere imperatore unico, anche se negli anni successivi dovette difendere il proprio trono da un usurpatore, Eugenio, che sconfisse nella battaglia del Frigido (394). Nelle campagne contro gli usurpatori Teodosio I ottenne l'appoggio dei foederati Goti stanziati nell'Illirico, 10 000 dei quali furono uccisi durante la battaglia del Frigido; Orosio, che detestava i Goti, sostenne che con quella battaglia Teodosio I aveva ottenuto due trionfi: uno sull'usurpatore e uno sui foederati Goti, che avevano subito pesanti perdite.

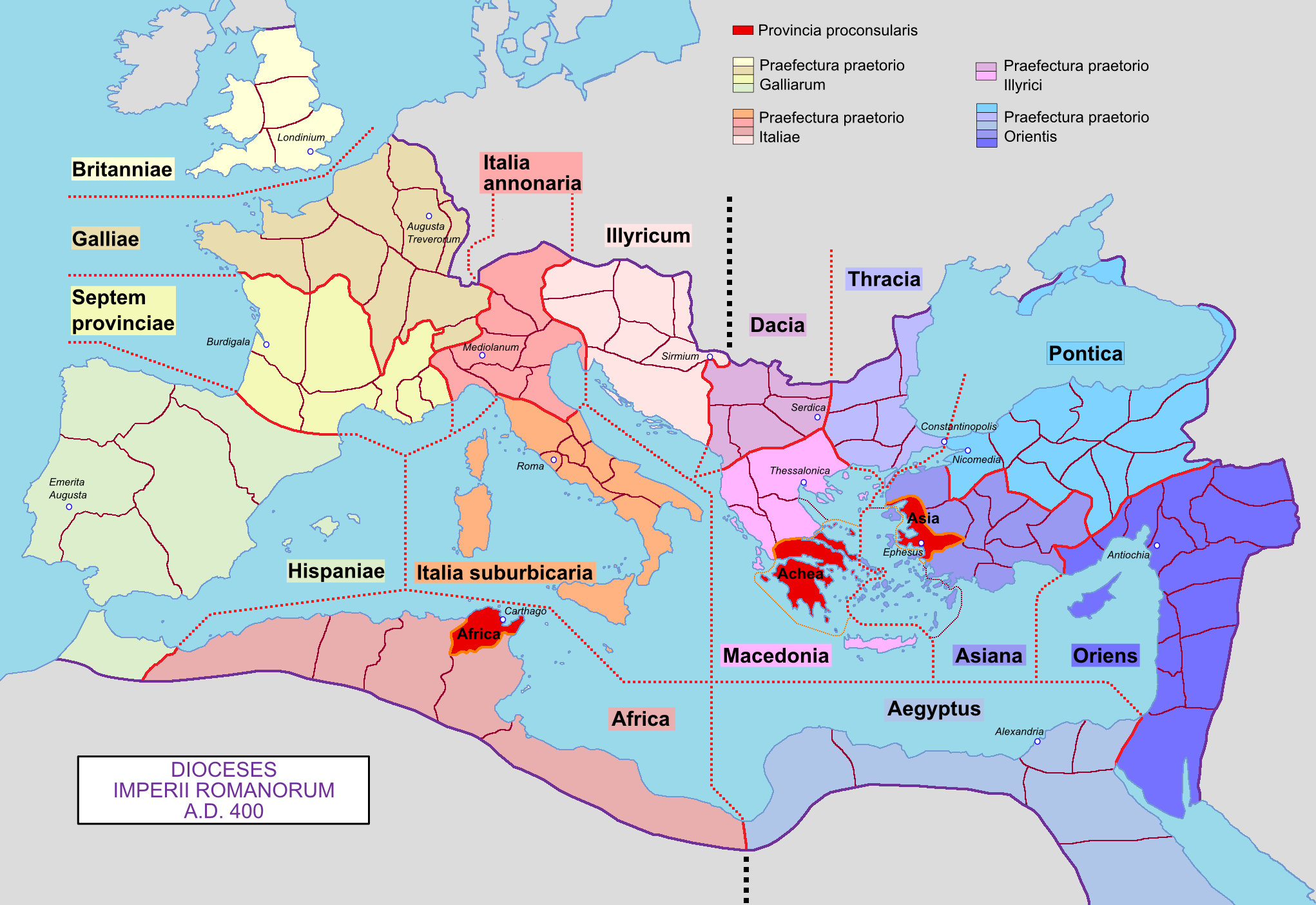
L'impero romano alla morte di Teodosio (395)

Teodosio I governò con saldo pugno, portando a compimento alcune iniziative in linea con il mutare dei tempi. Dopo aver patteggiato con i Visigoti represse duramente il dissenso: quando a Tessalonica finì ucciso un comandante goto nel corso di rivolte contro l'insediamento dei barbari in terre di privati cittadini, l'imperatore rispose ordinando il massacro di settemila tessalonicesi ignari, mentre assistevano a una corsa di cavalli nell'ippodromo della città. Nonostante le scuse pubbliche dell'Imperatore imposte da Ambrogio di Milano, la notizia si diffuse per tutto l'impero e fu un forte segnale di avvertimenti verso i sudditi. Inoltre Teodosio con l'editto di Tessalonica (e decreti successivi), proibì qualsiasi culto pagano e proclamò il cristianesimo religione di Stato, perseguitando in diverse forme il paganesimo, trasformando in tal modo l'impero in uno Stato cristiano.
Alla morte dell'Imperatore nel 395, fu in qualche modo ripristinato, per volontà stessa di Teodosio, il sistema di Diocleziano, nominando due augusti: suo figlio maggiore Arcadio per la pars orientis e il minore Onorio per la pars occidentis.
Bisogna tener presente che gli imperatori provengono spesso dalle zone periferiche dell'impero (in gran parte dall'Europa orientale di lingua latina), ma proprio per questo pervasi da un più profondo sentimento di romanità (come Aureliano, Diocleziano o Costantino I). Molti Imperatori quasi non conoscono Roma, la vita militare li costringe a vivere (e spesso a morire) in prossimità della frontiera danubiana, in Siria, Mesopotamia o Britannia. Le loro visite all'Urbe si faranno sempre più sporadiche ed effettuate in taluni casi per celebrare un trionfo, o per esercitare una forma di controllo su un Senato sempre più esautorato.
È importante notare che la pressione dei barbari sull'impero non sempre è distruttiva, nel senso che molti barbari non desiderano altro che entrare a far parte dell'impero, stanziandosi sul territorio oppure offrendosi al servizio di questo (si vedano i generali d'origini germane come il grande Stilicone, o il caso di Magnenzio, che tuttavia si autoproclamò imperatore, Arbogaste, che dopo un'onorevole carriera in cui fece addirittura le veci dell'Imperatore in Occidente probabilmente fece assassinare l'imperatore Valentiniano II, ecc.).
Tuttavia, quando si accorgono che il rapporto di forze è loro favorevole, a volte i capi barbari non esitano a rompere gli indugi e misurarsi in battaglia con le forze imperiali. A questo proposito è indicativa la clamorosa sconfitta subita da Valente da parte dei Goti che successivamente distruggeranno anche Milano o il sacco di Roma da parte di Alarico frustrato nella sua ambizione di venir nominato magister militum dell'impero e sentitosi tradito dai Romani che lo avevano lusingato con fallaci promesse.

### La divisione definitiva in due Imperi: Occidente e Oriente (395-476)

Mappa dell'impero romano dopo la morte di Teodosio I

Sotto Teodosio I l'impero fu per l'ultima volta unito. Con la morte di quest'ultimo nel 395 l'impero venne suddiviso definitivamente in due parti, ognuna delle quali andò ai figli dell'imperatore: l'impero romano d'Occidente al figlio Onorio, mentre l'impero romano d'Oriente o impero bizantino (da Bisanzio, la sua capitale) al figlio Arcadio. A tutela dei due imperatori mise un generale vandalo verso il quale nutriva molta fiducia: Stilicone.
Non era nelle intenzioni di Teodosio creare due organismi politici differenziati e completamente indipendenti fra di loro. La sua finalità era piuttosto quella di ricollegarsi, attraverso questa scelta, sia alle tradizioni tetrarchiche, sia a quelle post-costantiniane. La divisione doveva cioè rivestire un carattere puramente burocratico, amministrativo, o riconducibile al problema della difesa militare. Quella che agli inizi doveva essere, come già accaduto in passato, una semplice divisione amministrativa, diede invece origine a due entità statuali ben differenziate fra di loro e che non si sarebbero mai più ricongiunte, intraprendendo dei percorsi di sviluppo sempre più autonomi fra di loro: l'impero romano d'Occidente e quello d'Oriente. Anche in questo caso i contemporanei non sentirono di vivere un evento epocale, poiché percepivano di essere ancora parte di un unico mondo, di un'unica romanità, anche se amministrata separatamente, come del resto era già accaduto più volte in passato. L'idea dell'unità restò salda nelle coscienze ancora per lungo tempo, e certo non si era ancora spenta quando, nel 476, il re degli Eruli Odoacre depose l'ultimo Imperatore d'Occidente, Romolo Augusto, e rimise le insegne dell'impero all'imperatore d'Oriente Zenone.
La parte occidentale, più provata economicamente, politicamente, militarmente, socialmente e demograficamente per via delle continue lotte dei secoli precedenti e per la pressione delle popolazioni barbariche ai confini entrò ben presto in uno stato irreversibile di decadenza e, fin dal primo ventennio del V secolo, gli Imperatori d'Occidente videro venir meno la loro influenza in tutto il Nord Europa (Gallia, Britannia, Germania) e in Spagna, mentre gli Unni, negli stessi anni, si stabilivano in Pannonia.

#### Declino e caduta dell'impero d'Occidente (395-476)

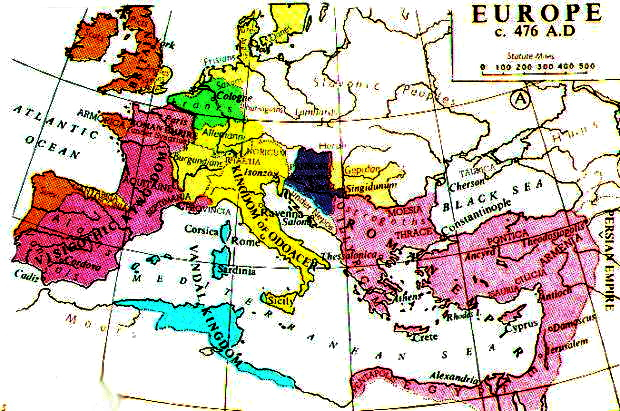
L'impero romano nel 476, al momento della caduta dell'impero romano d'Occidente

##### Il regno di Onorio (395-423)
Dopo il 395, gli Imperatori d'Occidente erano di solito imperatori fantoccio, i veri regnanti erano generali che assunsero il titolo di magister militum, patrizio o entrambi—Stilicone dal 395 al 408, Constanzo dal 411 al 421, Ezio dal 433 al 454 e Ricimero dal 457 al 472.

L'inizio del declino definitivo della parte occidentale coincide, quindi, quando i Visigoti, condotti dal loro re Alarico, attaccarono l'impero d'Occidente. 

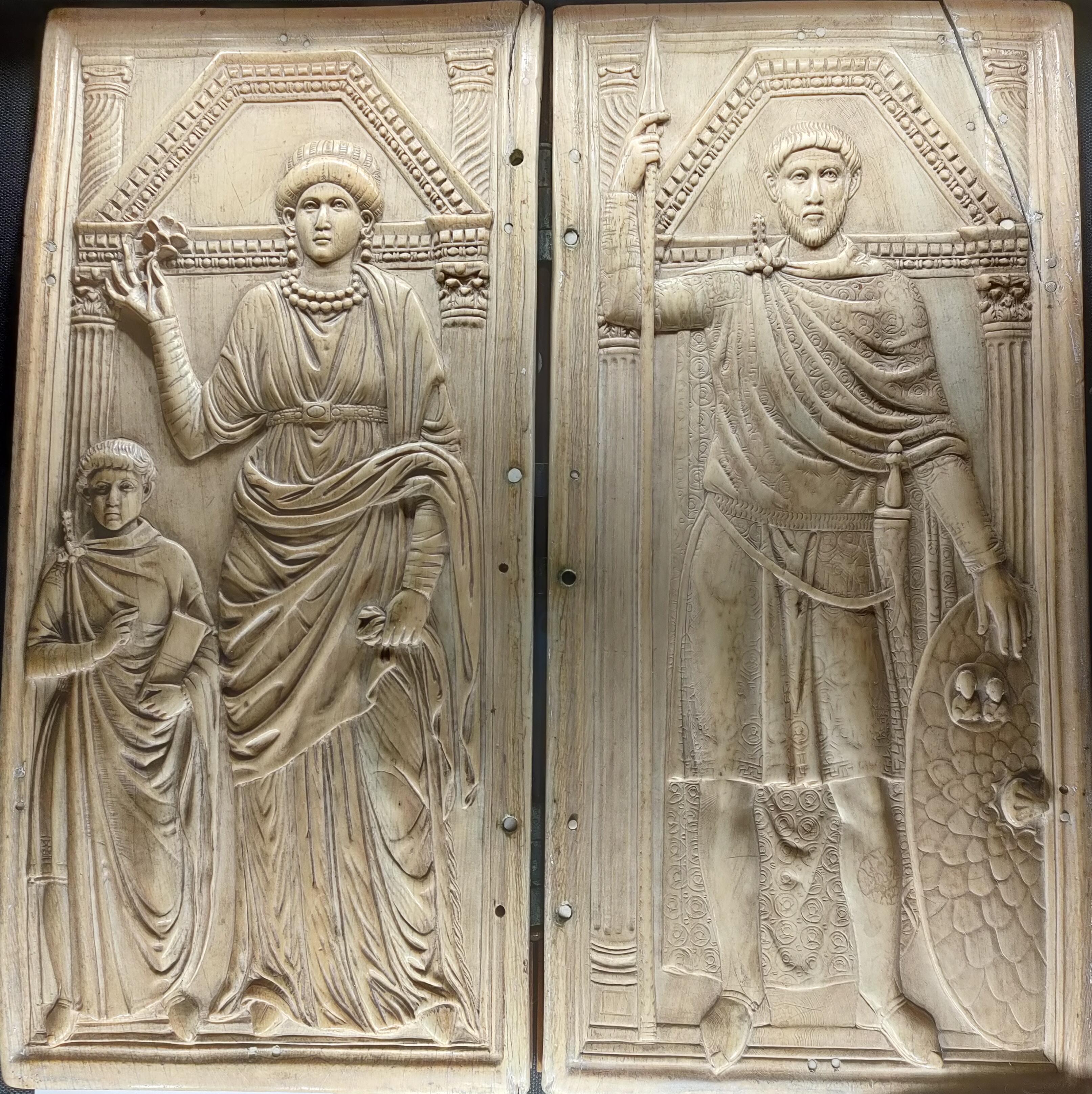
Dittico di Stilicone, Monza, Tesoro del Duomo

Con la morte di Teodosio I e la divisione definitiva dell'impero romano tra Occidente e Oriente tra i due suoi figli Onorio I e Arcadio, il generale visigoto Alarico ruppe l'alleanza con l'impero, penetrò in Tracia e la devastò, arrivando ad accamparsi sotto le mura di Costantinopoli. Il generale Stilicone si diresse contro Alarico, ma Arcadio, spinto dal prefetto del pretorio Flavio Rufino, nemico di Stilicone, ordinò alle truppe orientali, che formavano una parte dell'armata di Stilicone, di far ritorno in Oriente. In Oriente infatti si aveva ancora timore che in realtà Stilicone mirasse a conquistare il dominio anche di Costantinopoli tornando a unire ancora una volta l'impero sotto un'unica guida. Nel 396 Arcadio nominò Alarico magister militum per l'Illirico, mentre Stilicone fu dichiarato nemico pubblico dell'Oriente. I Visigoti, insoddisfatti della sistemazione, puntarono verso l'Italia. Mossi dal loro re Alarico, giunsero in Italia assediando Milano, ma vennero sconfitti da Stilicone a Pollenzo (402) e a Verona (403), anche se nel frattempo Stilicone cercò una mediazione tra le due parti.
Nel frattempo, l'ulteriore avanzata degli Unni verso l'Occidente portò numerose popolazioni che si trovavano lungo il medio corso del Danubio a invadere l'impero: mentre i Goti di Radagaiso invasero l'Italia e furono annientati da Stilicone a Fiesole (405), Vandali, Alani e Svevi, invasero le Gallie varcando il Reno (31 dicembre 406) approfittando della scarsa sorveglianza dei confini resa necessaria dalle campagne di Stilicone contro i Visigoti e contro Radagaiso. Nel frattempo in Britannia scoppiò una rivolta dell'esercito, che elesse usurpatore Costantino III: questi spostò le legioni romane a difesa della Britannia in Gallia per strapparla a Onorio e per combattere gli invasori del Reno. A causa dei fallimenti di Stilicone nell'affrontare l'invasione del Reno e gli usurpatori nelle Gallie e dei tentativi di negoziazione con Alarico, Stilicone fu sospettato di aver tradito l'impero favorendo i barbari e fu condannato alla decapitazione per ordine di Onorio (408).

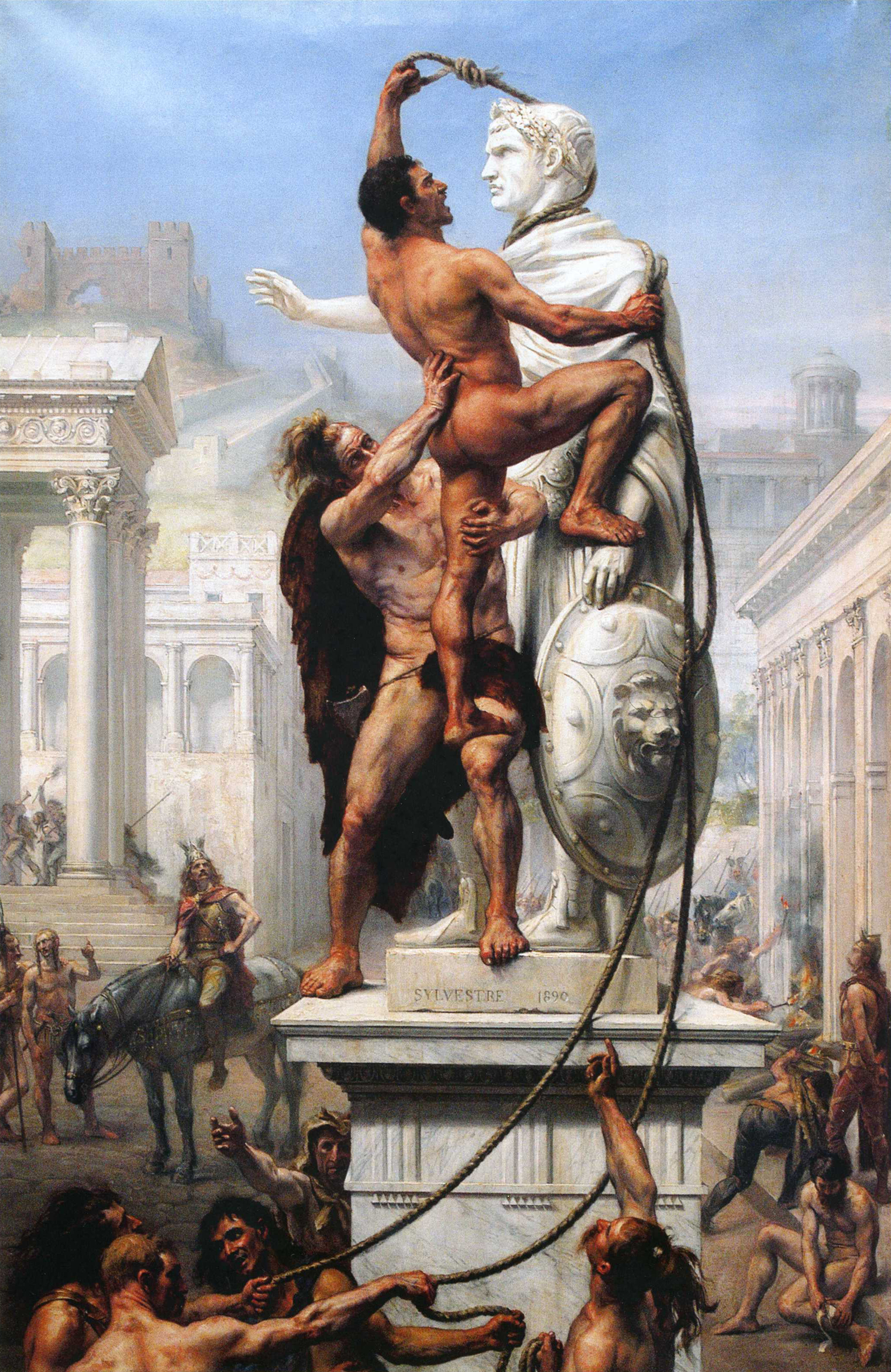
Raffigurazione del sacco di Roma condotto dai Visigoti di Alarico nel 410

Onorio però non era in grado di resistere ai Visigoti, capeggiati da Alarico, che il 24 agosto del 410 saccheggiarono Roma (Onorio dal 402 era asserragliato nell'imprendibile Ravenna, difesa dalle paludi del delta del Po). Il sacco di Alarico non fu il più drammatico della storia della città: vi furono episodi cruenti, ma il re visigoto era cristiano e rese omaggio alle tombe degli Apostoli, rispettando la sacralità del caput mundi. Nonostante ciò la violazione dell'Urbe sconvolse il mondo antico, ispirando il De civitate Dei di Agostino di Ippona, che si chiedeva come Dio avesse potuto permettere una profanazione così inaudita. Alarico morì mentre cercava di raggiungere l'Africa marciando in Italia meridionale. Il suo successore, Ataulfo, condusse il popolo visigoto in Gallia.
Nel frattempo gli invasori del Reno non trovarono opposizione devastando per due anni l'intera Gallia, per poi passare indisturbati in Spagna nel 409. Nel 411, occupata la Spagna, se la spartirono tra loro come segue:
(Idazio, Cronaca, s.a. 411.)
Nel 409/410, inoltre, la Britannia secessionò dall'Impero e anche l'Armorica si rivoltò all'usurpatore Costantino III. La situazione per l'Impero era dunque disperata, invaso dai barbari in Italia e Spagna e occupato da usurpatori e ribelli in Gallia e Britannia. La situazione migliorò leggermente quando il comando dell'esercito fu affidato a Flavio Costanzo, valente generale, il quale riuscì a sconfiggere gli usurpatori Costantino III, Sebastiano e Gioviano (in Gallia), Massimo (in Spagna) ed Eracliano (in Africa). Costanzo cercò ora di raggiungere una pace con il re visigoto Ataulfo che aveva invaso la Gallia meridionale e che aveva eletto come imperatore fantoccio Prisco Attalo.
     Impero d'Occidente (Onorio)
     Area controllata da Costantino III (usurpatore)
     Aree in rivolta
     Franchi, Alamanni, Burgundi
     Area controllata da Massimo (usurpatore)
     Vandali Silingi
     Vandali Asdingi e Suebi
     Alani
     Visigoti

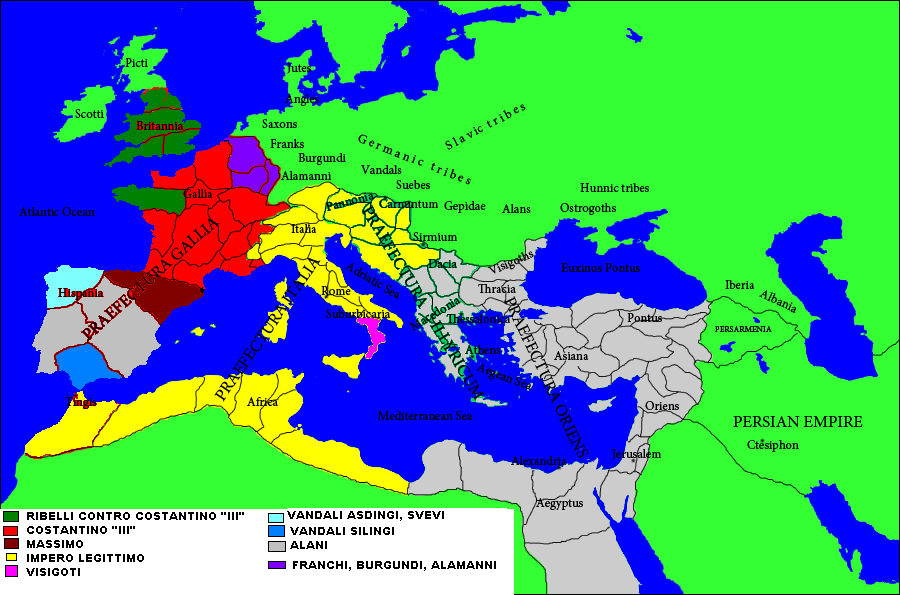
L'impero romano d'Occidente nel 410
Impero d'Occidente (Onorio)
Area controllata da Costantino III (usurpatore)
Aree in rivolta
Franchi, Alamanni, Burgundi
Area controllata da Massimo (usurpatore)
Vandali Silingi
Vandali Asdingi e Suebi
Alani
Visigoti

L'intenzione di Ataulfo era di ottenere un ruolo politico di primo piano nell'impero e per questo motivo sposò Galla Placidia con l'intenzione di avere un figlio da lei e da imparentarsi con la famiglia imperiale. Tuttavia né Onorio né Costanzo, il generale romano incaricato di combattere Ataulfo, accettarono le pretese di Ataulfo, volendo sì indietro Galla Placidia ma non alla condizione di concedere al suo marito goto un ruolo preminente a corte. Sfruttando un punto debole dei Goti, ovvero la loro difficoltà di procurarsi i rifornimenti, Costanzo bloccò loro tutte le vie di comunicazione: il blocco imposto da Costanzo ai porti gallici fu tanto efficace che i Visigoti abbandonarono la Gallia e la città di Narbona per l'Hispania, nel 415. Morti Ataulfo e il suo successore Sigerico, nello stesso anno Costanzo stipulò un trattato col nuovo re visigoto Vallia: in cambio di 600 000 misure di grano e del territorio della regione d'Aquitania, dai Pirenei alla Garonna, i Visigoti, in qualità di alleati ufficiali ovvero stato vassallo dell'impero (foederati), si impegnavano a combattere in nome dei Romani i Vandali, gli Alani e i Suebi, che nel 406 avevano attraversato il fiume Reno e si erano dislocati nella provincia d'Hispania. L'accordo prevedeva anche la liberazione di Galla Placidia. La controffensiva dei Visigoti al servizio dell'impero in Spagna contro gli invasori del Reno fu abbastanza efficace: vennero annientati nella Betica i Vandali Silingi mentre gli Alani subirono perdite così consistenti da giungere a implorare la protezione dei rivali Vandali Asdingi, stanziati in Galizia.
Nel 418, ricevute da Vallia le province riconquistate di Cartaginense, Betica e Lusitania, Costanzo premiò Vallia e i Visigoti permettendo loro di stanziarsi in qualità di foederati (alleati dell'impero) nella Valle della Garonna, in Aquitania, dove ottennero terre da coltivare. L'Aquitania sembra sia stata scelta da Costanzo come terra dove far insediare i Visigoti per la sua posizione strategica: infatti era vicina sia dalla Spagna, dove rimanevano da annientare i Vandali Asdingi e gli Svevi, sia dal Nord della Gallia, dove forse Costanzo intendeva impiegare i Visigoti per combattere i ribelli separatisti Bagaudi nell'Armorica. La spinta aggressiva dei Visigoti si era ormai esaurita: pacificati con l'impero, vennero riconosciuti i loro territori, più o meno contemporaneamente alla presa del Rodano da parte dei Burgundi (attuale Borgogna, appunto), il corso medio del Reno da parte degli Alamanni, la Spagna meridionale da parte dei Vandali (Andalusia viene infatti da Vandalucia) e la Britannia dagli Angli e dai Sassoni.
     Impero d'Occidente (Onorio)
     Aree in rivolta
     Franchi, Alamanni, Burgundi
     Vandali e Alani
     Suebi
     Visigoti

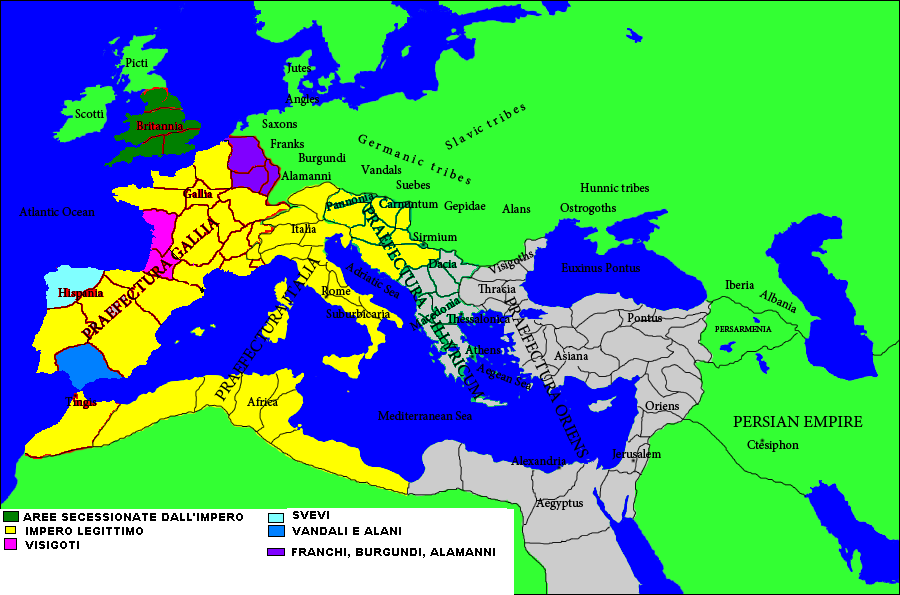
L'impero romano d'Occidente nel 421
Impero d'Occidente (Onorio)
Aree in rivolta
Franchi, Alamanni, Burgundi
Vandali e Alani
Suebi
Visigoti
Grazie all'operato di Flavio Costanzo, rispetto al 410, l'impero aveva recuperato la Gallia, sconfiggendo usurpatori e ribelli, e una parte della Spagna, annientando, grazie ai Visigoti, gli Alani

Nel frattempo, dopo la sconfitta subita contro i Visigoti, Vandali Silingi e Alani si coalizzarono con i Vandali Asdingi, il cui re, Gunderico, divenne re dei Vandali e Alani. La nuova coalizione vandalo-alana tentò subito di espandersi in Galizia a danni degli Svevi, costringendo i Romani a intervenire nel 420: l'attacco romano non portò però all'annientamento dei Vandali, ma li spinse piuttosto in Betica, che da essi prese in nome di "Vandalucia" (Andalusia). Nel 422 sconfissero proprio in Betica la coalizione romano-visigota, condotta dal generale Castino, forse grazie a un presunto tradimento dei Visigoti.
In quegli anni Costanzo tentò di assumere sempre più il controllo su Onorio, finché l'8 febbraio 421 venne proclamato co-imperatore come Costanzo III. Il suo regno fu però molto breve e Costanzo morì improvvisamente e misteriosamente in quello stesso anno, dopo appena sette mesi dalla sua acclamazione. Alla sua morte, dopo aver litigato con Onorio, la moglie Galla Placidia fuggì a Costantinopoli portando con sé i due piccoli figli nati dal matrimonio con Costanzo.
L'imperatore Onorio, figlio di Teodosio, rimasto infine signore incontrastato d'Occidente, morì di edema a Ravenna, il 15 agosto 423, all'età di trentotto anni e dopo ventotto anni di travagliato regno, essendo sopravvissuto di quindici anni al fratello Arcadio, al tutore Stilicone e a dieci tra co-imperatori e usurpatori (Marco, Graziano, Costantino III, Costante II, Massimo, Giovino, Sebastiano, Eracliano, Prisco Attalo e Costanzo III), ma soprattutto alla violazione del sacro suolo di Roma. Lasciava un impero privato della Britannia e occupato dai barbari in parte della Hispania e della Gallia, ma sostanzialmente sopravvissuto alle grandi invasioni, anche se a causa delle continue devastazioni per opera delle orde barbariche (che tra l'altro avevano sottratto ai Romani alcune province) le entrate fiscali erano diminuite e con esse anche l'esercito subì un indebolimento. Secondo la Notitia dignitatum, infatti, nel 420 l'esercito campale occidentale consisteva di 181 reggimenti, di cui però solo 84 esistevano prima del 395. Ipotizzando che nel 395 l'esercito campale occidentale avesse all'incirca lo stesso numero di reggimenti dell'esercito orientale (ovvero circa 160), questo vuol dire che le invasioni avevano cagionato la perdita di almeno 76 reggimenti comitatensi (equivalenti a circa 30 000 uomini, il 47,5% del totale), che dovettero essere rimpiazzati promuovendo numerosi reggimenti di frontiera a comitatensi. Il numero di veri comitatenses (escludendo quindi le truppe di frontiera promosse per colmare le perdite) era quindi diminuito del 25% (da 160 a 120 reggimenti).

##### Il regno di Valentiniano III (425-455)

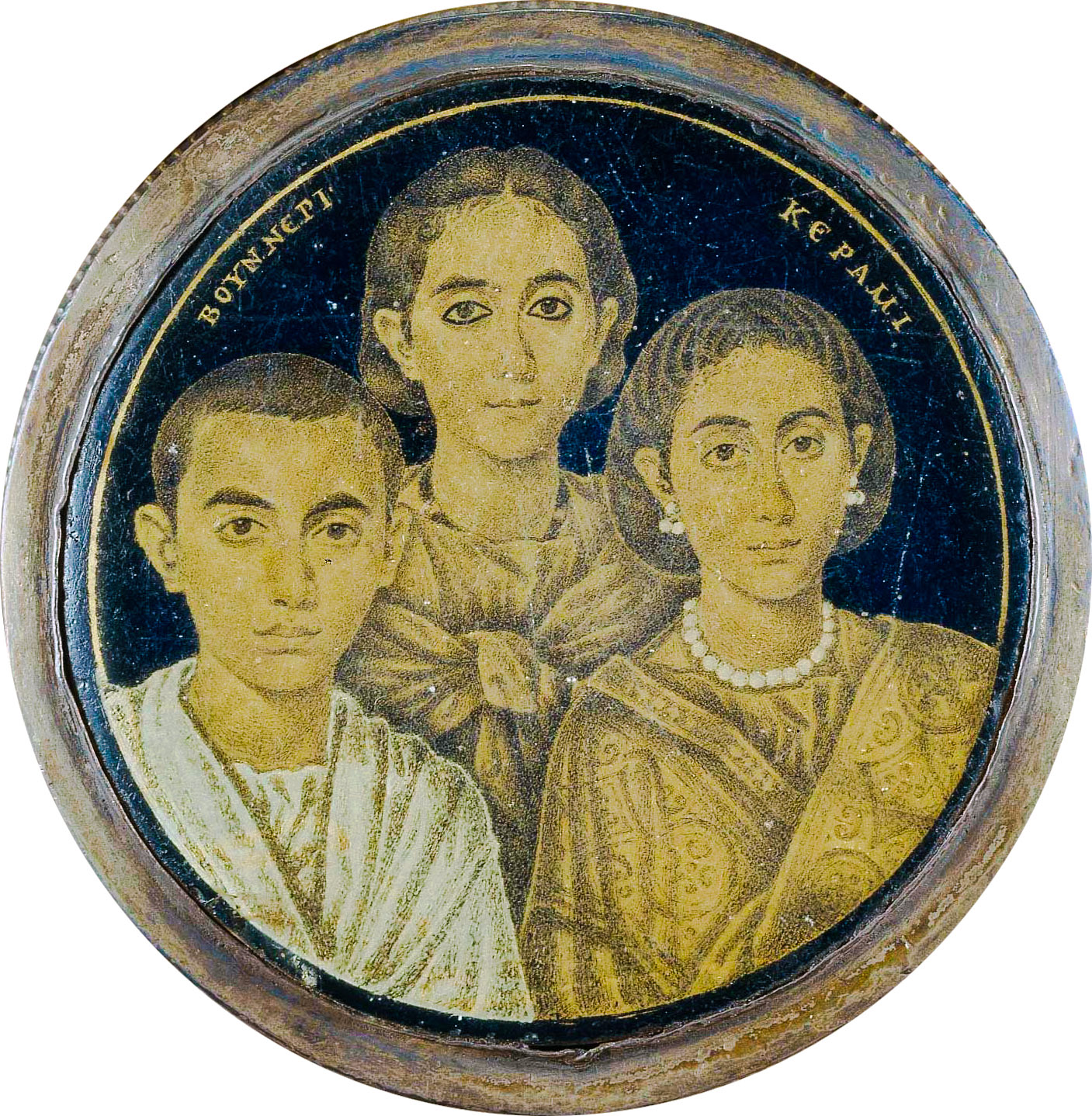
Medaglione in vetro dorato del III secolo, di origine alessandrina, ma tradizionalmente creduto raffigurante Valentiniano III, con la madre Galla Placidia e la sorella Giusta Grata Onoria

Alla morte di Onorio, il Senato decise di proclamare Imperatore d'Occidente il primicerius notariorum Giovanni. Questi si trovò però subito in difficoltà: le guarnigioni romane di Gallia, da poco sottomesse, si ribellarono e il comes Africae Bonifacio tagliò i vitali rifornimenti di grano a Roma, mentre Teodosio a Costantinopoli elevava nel 424 al rango di Caesar e poi di Augustus il piccolo cugino Valentiniano III, figlio di Galla Placidia (riparata a Costantinopoli dopo la morte del marito Costanzo III). Giovanni si chiuse dunque nella sua sicura capitale, Ravenna, inviando un suo giovane generale, Flavio Ezio, in Pannonia, per sollecitare aiuto dagli Unni. L'esercito d'Oriente espugnò Ravenna e Giovanni venne catturato e deposto, gli venne amputata la mano destra e fu infine decapitato nel 425 ad Aquileia. Frattanto Ezio, giunto troppo tardi in suo soccorso con un forte contingente unno, si accordò con la reggente di Valentiniano, la madre Galla Placidia, per ottenere la carica di magister militum in cambio dello scioglimento della sua armata unna. Flavio Ezio era un latino della Moesia, proveniente da una famiglia di tradizioni castrensi (suo padre, Gaudenzio, aveva per breve tempo ricoperto anche la carica di magister militum), e aveva trascorso gran parte della sua prima giovinezza come ostaggio presso le tribù unne stanziate oltre il limes illirico. Tornato in patria, aveva intrapreso una brillante carriera militare, imponendosi, poco più che trentenne, come uno dei più giovani e promettenti generali del suo tempo. Con la nomina a magister militum dopo la morte di Giovanni, egli ottenne un enorme potere sull'impero grazie al controllo dell'esercito. Da allora e per una trentina d'anni, Ezio dominò lo scenario politico e militare dell'Occidente romano, nonostante l'aspra ostilità della reggente Galla Placidia e dell'imperatore Valentiniano. Riuscì a ottenere la carica di generalissimo dell'impero nel 433, dopo una lunga lotta intestina con i generali Felice e Bonifacio, che ambivano allo stesso scopo.

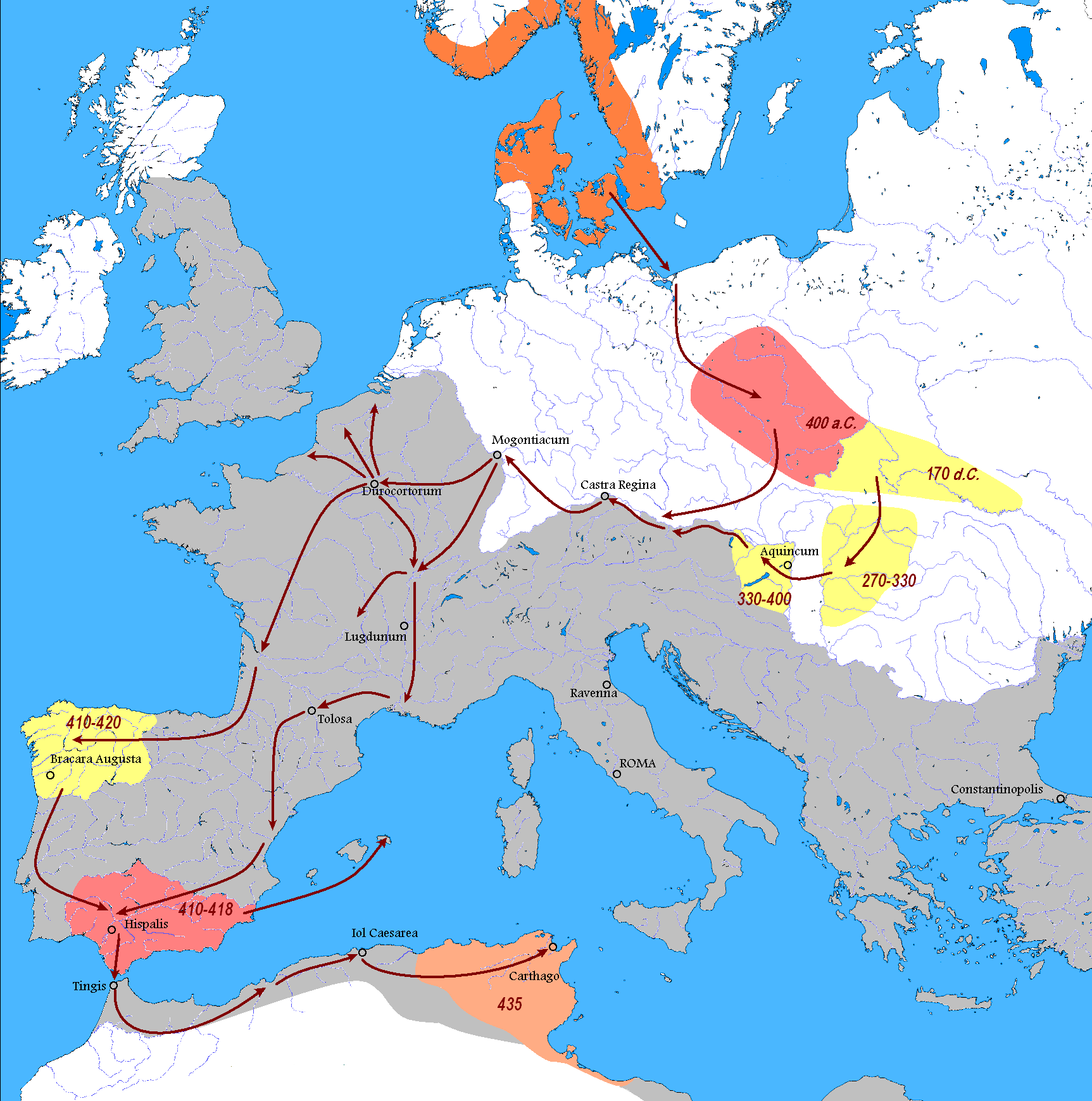
Tutte le tappe migratorie dei Vandali dal 400 a.C. al 435 d.C.

Lotte politiche a Ravenna (prima la guerra contro l'usurpatore Giovanni, poi le lotte per il potere tra Ezio, Felice e Bonifacio) distrassero parzialmente il governo centrale dalla lotta contro i Barbari, e di ciò approfittarono i Vandali rafforzati dall'unione con gli Alani. Tra il 425 e il 428 la Spagna meridionale e le Isole Baleari furono oggetto dei saccheggi dei Vandali. La necessità di trovare un insediamento più sicuro dagli attacchi dei Visigoti alleati dei Romani (e forse un presunto tradimento del comes Africae Bonifacio, che secondo fonti del VI secolo avrebbe invitato i Vandali in Africa) spinse i Vandali e gli Alani a migrare ulteriormente nel Nord Africa tra il 429 e il 430. Nel 429 i Vandali, condotti dal nuovo re Genserico, sbarcarono a Tangeri in Mauritania Tingitana e da lì marciarono verso est in direzione di Cartagine, sconfiggendo le forze romane condotte da Bonifacio e minacciando ormai da vicino la Proconsolare e la Byzacena, le province più prospere dell'impero romano d'Occidente, dalle quali lo stato ricavava la maggior parte dei proventi. Sant'Agostino morì ottantaseienne mentre i Vandali cingevano d'assedio Ippona, la sua città (presso l'odierna Annaba in Algeria). L'Imperatore d'Oriente Teodosio II inviò tuttavia il generale Aspar in Africa per contenere l'avanzata vandala; la mossa costrinse i Vandali a negoziare: nel 435, con gli accordi di Trigezio, i Vandali ottennero dall'impero la Mauritania e parte della Numidia, mentre le province più prospere dell'Africa romana erano per il momento salve.
Nel frattempo il magister militum Ezio decise di impiegare gli Unni come mercenari per le sue campagne in Gallia, cedendo però loro, in cambio del loro appoggio, parte della Pannonia; grazie al sostegno degli Unni, Ezio riuscì a vincere nel 436 i Burgundi, massacrati dall'esercito romano-unno di Ezio, ridotti all'obbedienza e insediati come foederati intorno al lago di Ginevra; gli Unni risultarono poi decisivi anche nella repressione della rivolta dei bagaudi in Armorica e nelle vittorie contro i Visigoti ad Arelate, e a Narbona, grazie alle quali nel 439 i Visigoti accettarono la pace alle stesse condizioni del 418. La scelta di Ezio di impiegare gli Unni trovò però l'opposizione di taluni, come il vescovo di Marsiglia Salviano, autore del De gubernatione dei ("Il governo di Dio"), secondo cui l'impiego dei pagani Unni contro i cristiani (seppur ariani) Visigoti non avrebbe fatto altro che provocare la perdita della protezione di Dio, perché i Romani «avevano avuto la presunzione di riporre la loro speranza negli Unni, essi invece che in Dio». Si narra che nel 439 Litorio, arrivato ormai alle porte della capitale visigota Tolosa, che intendeva conquistare annientando completamente i Visigoti, permettesse agli Unni di compiere sacrifici alle loro divinità e di predire il futuro attraverso la scapulimanzia, suscitando lo sdegno e la condanna di scrittori cristiani come Prospero Tirone e Salviano, che si lamentarono anche per i saccheggi degli Unni contro gli stessi cittadini che erano tenuti a difendere. Litorio poi perse la battaglia decisiva contro i Visigoti e fu giustiziato. Secondo Salviano, la sconfitta degli arroganti Romani, adoratori degli Unni, contro i pazienti goti, timorati di Dio, oltre a costituire una giusta punizione per Litorio, confermava il passo del Nuovo Testamento, secondo cui «chiunque si esalta sarà umiliato, e chiunque si umilia sarà esaltato.» Ezio fu così costretto a stringere un nuovo foedus con i Visigoti nel 439, che riconfermava quello precedente.
Nel frattempo, nel 439, Genserico, approfittando dell'esiguo numero di truppe poste a difesa di Cartagine, invase le province di Byzacena e Proconsolare, occupando Cartagine (439). L'invio di una potente flotta nelle acque della Sicilia da parte dell'Imperatore Teodosio II nel tentativo di recuperare Cartagine fu vanificato dall'invasione dei Balcani da parte degli Unni di Attila, che costrinse Teodosio II a richiamare la flotta nei Balcani, non lasciando all'impero occidentale alcun'altra scelta che negoziare una pace sfavorevole con Genserico. Il trattato di pace del 442 tra l'impero e i Vandali prevedeva l'assegnazione ai Vandali di Byzacena, Proconsolare e parte della Numidia, in cambio della restituzione ai Romani delle Mauritanie e del resto della Numidia, province però danneggiate da anni di occupazione vandala e che quindi non potevano più fornire un grande gettito fiscale. La perdita di province così prospere (e del loro gettito fiscale) fu un duro colpo per le finanze dell'impero romano d'Occidente, che trovatosi per questo motivo in serie difficoltà economiche, fu costretto a ridurre gli effettivi dell'esercito essendo il bilancio insufficiente per mantenerlo. La perdita del Nordafrica acuì infatti il problema fiscale. Le finanze dell'impero si basavano sulle rendite delle grandi proprietà terriere, cui era fornita, in cambio, la protezione garantita dall'esercito. La perdita del Nordafrica provocò conseguenze disastrose per le finanze dello Stato, riducendo la base imponibile e obbligando lo stato ad aumentare la pressione fiscale: il risultato era che la lealtà delle province al governo centrale era messa a dura prova.
La partenza dei Vandali per l'Africa aveva lasciato la Spagna libera dai Barbari, fatta eccezione per gli Svevi in Galizia. La scarsa attenzione riservata dal governo centrale alla Spagna, dovuta alle altre diverse minacce esterne sugli altri fronti (Gallia, Africa, Illirico), permise, tuttavia, agli Svevi, sotto la guida del loro re Rechila, di espandersi su gran parte della penisola iberica: tra il 439 e il 441, essi occuparono Merida (capoluogo della Lusitania), Siviglia (441) e le province della Betica e della Cartaginense. L'unica provincia ispanica ancora rimasta sotto il controllo di Roma era la Tarraconense, che tuttavia era infestata dai separatisti Bagaudi. Furono vane le campagne successive di riconquista condotte da Ezio: se le prime due, condotte dai comandanti Astirio (442) e Merobaude (443), avevano come fine il recuperare perlomeno la Tarraconense ai Bagaudi, quella di Vito (446), più ambiziosa, tentò di recuperare la Betica e la Cartaginense, finite in mano sveva, ma, nonostante il sostegno dei Visigoti, l'esercito romano fu annientato dal nemico. Questo fallimento era attribuibile almeno in parte al fatto che Ezio non poteva concentrare tutte le sue forze nella lotta contro gli Svevi vista la minaccia unna. Il regno svevo declinò poi a causa dell'ascesa dei Visigoti in Spagna, che ridussero gli Svevi al possesso della sola Galizia.

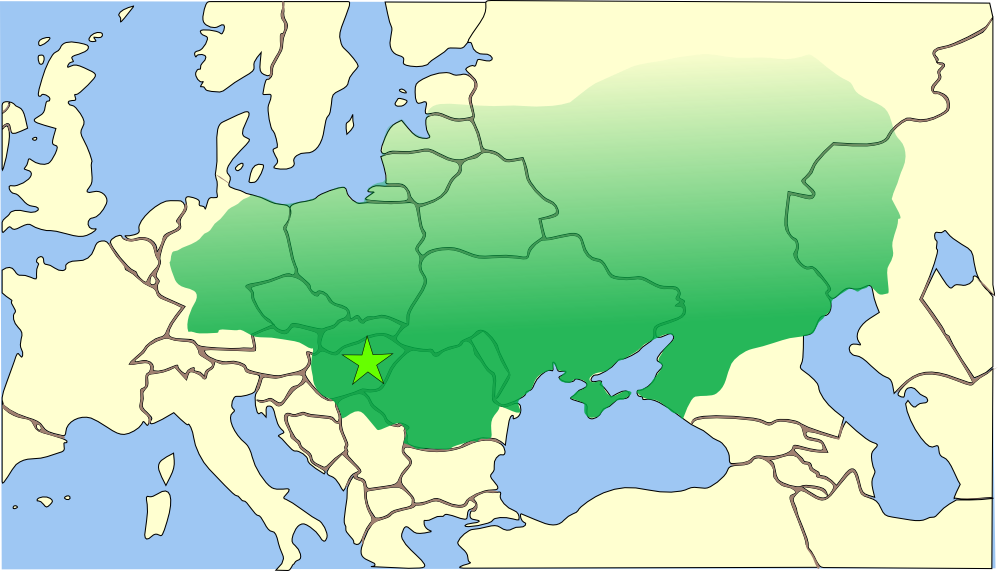
Massima espansione dell'impero unno, 451 circa

Carta storica che descrive l'invasione della Gallia da parte degli Unni nel 451, e la battaglia dei Campi Catalaunici. Sono mostrati i probabili itinerari, e le città conquistate o risparmiate dagli Unni.

La situazione per l'impero negli anni 440 era dunque disperata: l'aiuto degli Unni era venuto meno a causa dell'ascesa al trono di Attila (e di suo fratello Bleda, fatto assassinare da Attila nel 445), che invasero almeno due volte l'Illirico Orientale tra il 442 e il 447, causando devastazioni immani, costringendo l'imperatore d'Oriente Teodosio II a pagargli un tributo di ben 2 100 libbre d'oro e a evacuare la zona a sud del Dabubio «larga cinque giorni di viaggio», e impedendogli, tenendolo occupato sulla frontiera danubiana, di inviare contingenti in soccorso dell'Occidente ormai in declino.
Nel 451 Attila invase l'impero d'Occidente, con il pretesto che Onoria, sorella di Valentiniano, nella primavera del 450 aveva inviato al re degli Unni una richiesta d'aiuto, insieme al proprio anello, perché voleva sottrarsi all'obbligo di fidanzamento con un senatore: la sua non era una proposta di matrimonio, ma Attila interpretò il messaggio in questo senso, e accettò pretendendo in dote metà dell'impero d'Occidente. Attila, di fronte al rifiuto di Valentiniano III di accettare le sue esorbitanti richieste, dichiarò che sarebbe venuto per esigere ciò che era un suo diritto (cioè Onoria) e, forte di un esercito che si narra contasse oltre 500 000 uomini, probabilmente comprendendo anche il personale non atto alle armi, Attila attraversò la Gallia settentrionale provocando morte e distruzione, ma fu sconfitto contro le armate dei Visigoti, dei Franchi e dei Burgundi comandati dal generale Ezio nella Battaglia dei Campi Catalaunici.
Attila invase l'Italia nel 452 per reclamare nuovamente le sue nozze con Onoria. Attila cinse d'assedio per tre mesi Aquileia, espugnandola, e conquistò poi Milano, stabilendosi per qualche tempo nel palazzo imperiale di Milano: si narra che Attila, colpito da un dipinto in cui erano raffigurati i Cesari seduti in trono e ai loro piedi i principi sciti, lo fece modificare: i Cesari vennero raffigurati nell'atto di vuotare supplici borse d'oro davanti al trono dello stesso Attila. Attila si fermò finalmente sul Po, dove incontrò un'ambasciata formata dal prefetto Trigezio, il console Avienno e papa Leone I (la leggenda vuole che proprio il papa abbia fermato Attila mostrandogli il crocifisso).
Dopo l'incontro Attila tornò indietro con le sue truppe senza pretese né sulla mano di Onoria, né sulle terre in precedenza reclamate. Sono state date diverse interpretazioni della sua azione. La fame e le malattie che accompagnavano la sua invasione potrebbero aver ridotto la sua armata allo stremo, oppure le truppe che Marciano mandò oltre il Danubio potrebbero avergli dato ragione di retrocedere, o forse entrambe le cose sono concausali alla sua ritirata. La "favola che è stata rappresentata dalla matita di Raffaello e dallo scalpello di Algardi" (come l'ha chiamata Edward Gibbon) di Prospero di Aquitania dice che il papa, aiutato da Pietro apostolo e Paolo di Tarso, lo convinse a girare al largo della città. Vari storici hanno supposto che l'ambasciata portasse un'ingente quantità d'oro al leader unno e che lo abbia persuaso ad abbandonare la sua campagna, e questo sarebbe stato perfettamente in accordo con la linea politica generalmente seguita da Attila, cioè di chiedere un riscatto per evitare le incursioni unne nei territori minacciati. Quali che fossero le sue ragioni, Attila lasciò l'Italia e ritornò al suo palazzo attraverso il Danubio. Comunque, morì nei primi mesi del 453; la tradizione, secondo Prisco, dice che la notte dopo un banchetto che celebrava il suo ultimo matrimonio (con una gota di nome Krimhilda, poi abbreviato con Ildiko), egli ebbe una copiosa epistassi e morì soffocato. Dopo la morte di Attila l'impero unno finì di essere una temibile minaccia e anzi finì per disgregarsi.

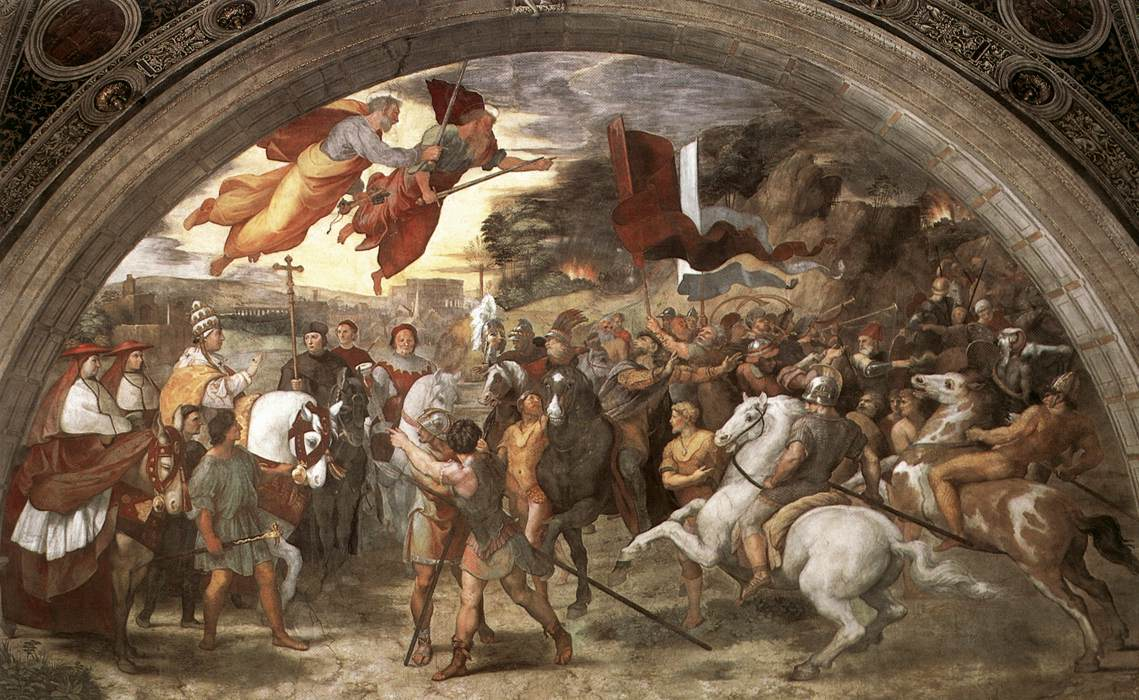
Incontro tra Leone il Grande e Attila, Affresco, 1514, Stanza di Eliodoro, Palazzi Pontifici, Vaticano. L'affresco fu completato durante il pontificato di Leone X (papa dal 1513 al 1521). Secondo la leggenda, la miracolosa apparizione dei Santi Pietro e Paolo armati con spade durante l'incontro tra papa Leone e Attila (452) avrebbe spinto il re degli Unni a ritirarsi, rinunciando al sacco di Roma.

Nel settembre del 454 Ezio era all'apice della sua potenza, tanto da pensare forse alla successione imperiale per il figlio Gaudenzio, tramite il matrimonio di questi con la sorella dell'Imperatore. Il praefectus praetorii Petronio Massimo e il primicerius sacri cubiculi Eraclio istigarono quindi l'imperatore Valentiniano paventandogli che Ezio si preparasse presto a deporlo. In un eccesso d'ira, Valentiniano III pugnalò mortalmente Ezio durante un'udienza. Pochi mesi più tardi, la breve alleanza politica tra Valentiniano, Eraclio e Petronio Massimo, quest'ultimo irritato di non aver preso il posto che era stato di Ezio, si ruppe. Il 16 marzo 455, due legionari di Ezio appartenenti alla guardia del corpo dell'Imperatore, istigati da Petronio, vendicarono l'omicidio del loro comandante assassinando Valentiniano e il suo potente ministro Eraclio a Roma, mentre si recava in Campo Marzio: con la morte di Valentiniano si estingueva la dinastia teodosiano-valentiniana in Occidente.

##### L'ultimo ventennio

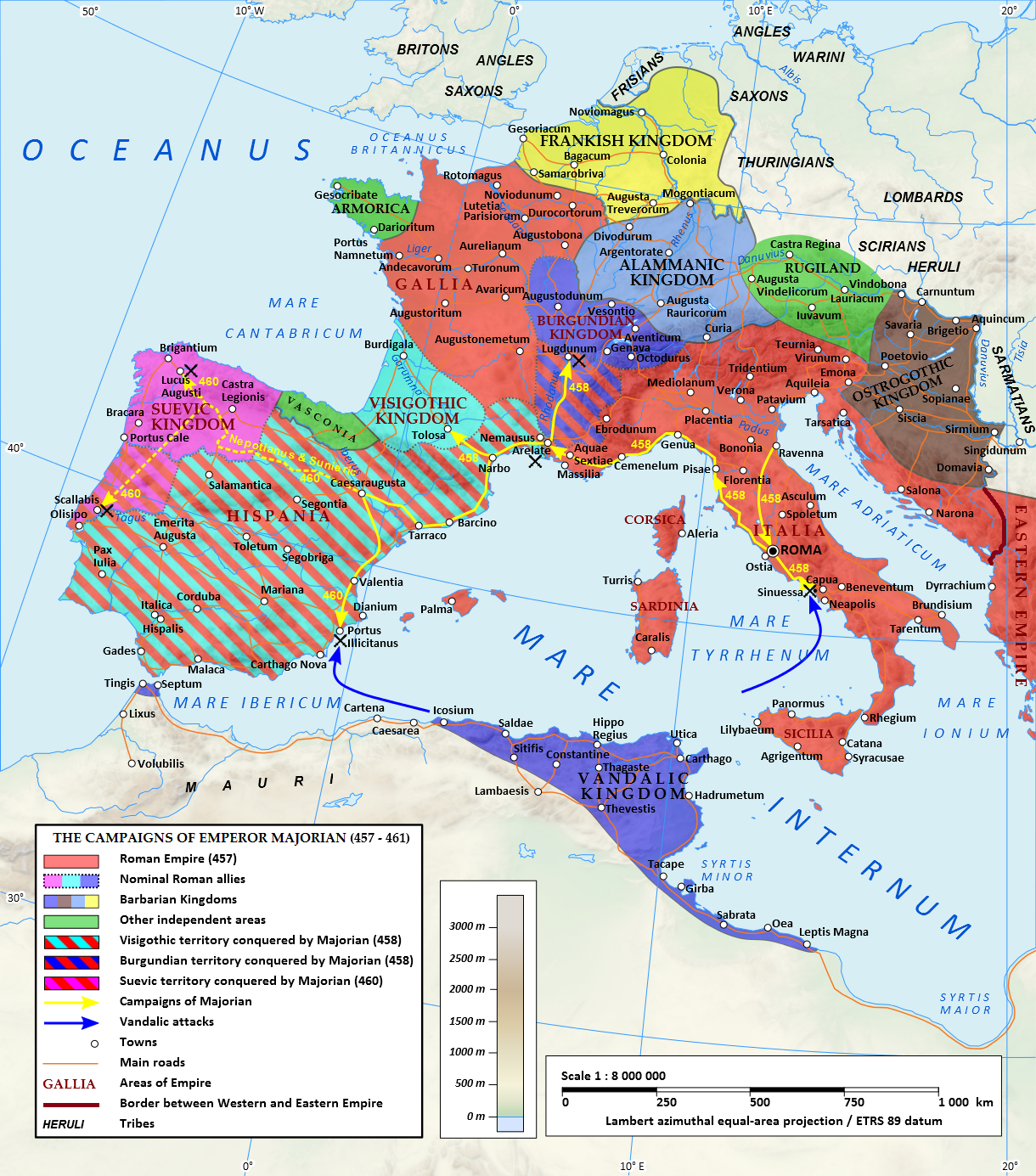
L'impero romano d'Occidente sotto Maggioriano. Si noti come l'Illirico fosse solo nominalmente sotto il dominio dell'imperatore, mentre il potere effettivo era tenuto dal comes Marcellino; anche la Gallia e parte dell'Hispania erano di fatto, all'inizio del regno di Maggioriano, fuori dal controllo dell'imperatore, in quanto occupate dai Visigoti e dai Burgundi.

Dopo la sconfitta di Attila e gli assassinii del generale Ezio e dell'Imperatore Valentiniano III, i Vandali ripresero l'offensiva conquistando tutta l'Africa romano-occidentale, la Sicilia, la Sardegna e le Baleari, e saccheggiando Roma (455).
Alla morte di Petronio Massimo salì al potere Avito, un gallo-romano di classe senatoria nominato magister militum da Petronio, acclamato imperatore ad Arelate con il sostegno militare dei Visigoti e che, entrato a Roma, riuscì a ottenere il riconoscimento da parte dell'esercito romano d'Italia grazie all'imponente esercito visigoto. Avito era intenzionato a intraprendere un'azione contro gli Svevi, i quali minacciavano la Tarraconense: inviò dunque in Spagna i Visigoti, i quali, però, se riuscirono ad annientare gli Svevi, saccheggiarono il territorio ispanico e se ne impadronirono a scapito dei Romani. Inviso alla classe dirigente romana e all'esercito d'Italia per la sua gallica estraneità, contro Avito si rivoltarono i generali dell'esercito italico Ricimero, nipote del re visigoto Vallia, e Maggioriano, che, approfittando dell'assenza dei Visigoti, partiti per la Spagna per combattere gli Svevi, lo sconfissero presso Piacenza nel 456 e lo deposero. Il vuoto di potere creatosi alimentò le tensioni separatiste nei vari regni barbarici che si stavano formando.
Venne nominato imperatore, quindi, Maggioriano che, appoggiato dal Senato, si impegnò per quattro anni in un'attenta e decisa azione di riforma politica, amministrativa e giuridica, cercando di eliminare gli abusi e impedire la distruzione degli antichi monumenti per impiegarne i materiali per l'edificazione di nuovi edifici. Uno dei primi compiti che il nuovo imperatore si trovò ad affrontare fu quello di consolidare il dominio sull'Italia e riprendere il controllo della Gallia, che gli si era ribellata dopo la morte dell'imperatore gallo-romano Avito; i tentativi di riconquista della Hispania e dell'Africa erano progetti in là nel futuro. Per prima cosa assicurò la sicurezza dell'Italia, sconfiggendo nell'estate del 458 un gruppo di Vandali sbarcato in Campania. Assoldato un forte contingente di mercenari barbari, nel tardo 458 Maggioriano portò il suo esercito in Gallia, sconfiggendo e costringendo i Visigoti a ritornare nella condizione di foederati e di riconsegnare la diocesi di Spagna, che Teodorico aveva conquistato tre anni prima a nome di Avito, e penetrò poi nella valle del Rodano, sconfiggendo i Burgundi e riprendendo Lione dopo un assedio, condannando la città a pagare una forte indennità di guerra, mentre i Bagaudi furono convinti a schierarsi con l'impero alla città di Lione. Maggioriano decise quindi di attaccare l'Africa vandalica. Intanto Maggioriano stava conquistando la Spagna: mentre Nepoziano e Sunierico sconfiggevano i Suebi a Lucus Augusti e conquistavano Scallabis in Lusitania, l'imperatore passò da Caesaraugusta (Saragozza), e aveva raggiunto la Cartaginense, quando la sua flotta, attraccata a Portus Illicitanus (vicino a Elche), fu distrutta per mano di traditori al soldo dei Vandali. Maggioriano, privato di quella flotta che gli era necessaria per l'invasione, annullò l'attacco ai Vandali e si mise sulla via del ritorno: quando ricevette gli ambasciatori di Genserico, accettò di stipulare la pace, che probabilmente prevedeva il riconoscimento romano dell'occupazione de facto della Mauretania da parte vandala. Al suo ritorno in Italia, venne assassinato per ordine di Ricimero nell'agosto 461. La morte di Maggioriano significò la definitiva perdita a favore dei Vandali dell'Africa, Sicilia, Sardegna, Corsica e le Baleari.

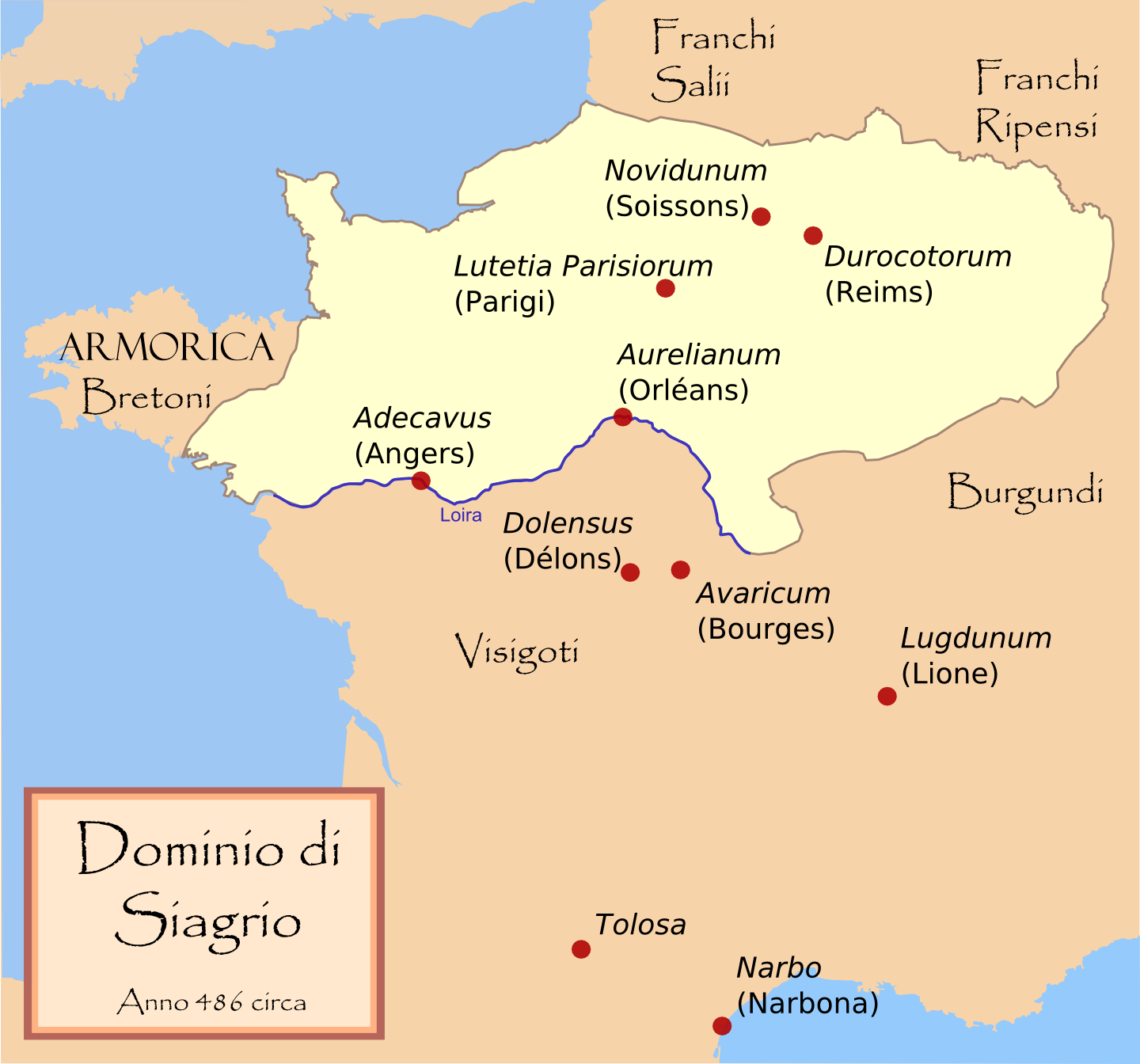
Area controllata da Siagrio, figlio e successore di Egidio

Con la morte di Maggioriano scomparve l'ultimo vero imperatore dell'Occidente. Ricimero, imparentato con le case reali burgunda e visigota, divenne il vero arbitro di questa parte dell'impero, e per sei anni nominò e depose augusti sulla base delle più impellenti necessità politiche del momento e del proprio tornaconto personale. Nel 461, Ricimero elesse come Imperatore fantoccio Libio Severo. Il magister militum per Gallias Egidio e il comes di Dalmazia Marcellino, però, essendo fedeli a Maggioriano, si rifiutarono di riconoscere il nuovo imperatore, un fantoccio di Ricimero. Per ottenere il sostegno di Visigoti e Burgundi contro Egidio e i suoi alleati Franchi, nel 462 Agrippino diede ai Visigoti l'accesso al Mar Mediterraneo, assegnando loro la città di Narbona, e permettendo ai Burgundi di espandersi nella valle del Rodano. Mettendo Burgundi e Visigoti contro Egidio, Ricimero e Severo speravano di ottenere il controllo sull'ancora potente esercito della Gallia, ma Egidio continuò a costituire una spina nel fianco di Ricimero, sconfiggendo sia i Visigoti sia i Burgundi. Egidio si trovò a governare uno Stato romano autonomo nella regione attorno a Soissons: la sua indipendenza era accentuata dal fatto che non riconosceva altra autorità che quella, lontana, dell'impero romano d'Oriente. Nel 465 Egidio morì, forse avvelenato: a succedergli fu prima il comes Paolo e poi il proprio figlio Siagrio. Il Dominio di Soissons, l'ultimo baluardo romano nella Gallia settentrionale, cadde solo nel 486, allorché fu conquistato dai Franchi.
Ricimero si rese conto che l'elevazione a imperatore di Libio Severo era stata deleteria per l'impero, perché non solo aveva portato alle rivolte in Gallia e in Dalmazia dei generali fedeli a Maggioriano, con conseguente secessione di quelle aree dal centro dell'impero, ma aveva anche costretto a Ricimero a ulteriori concessioni territoriali ai gruppi barbari lì stanziati (Burgundi e Visigoti) per ottenerne l'appoggio contro i ribelli; inoltre, per risollevare le sorti dell'impero, Ricimero aveva bisogno del sostegno bellico dell'impero romano d'Oriente, che però non riconosceva come legittimo Libio. Ritenendo dunque ormai deleterio mantenere formalmente al potere Libio Severo, nel 465 Ricimero lo fece probabilmente uccidere. Dopo due anni di interregno, venne nominato un augusto imposto da Bisanzio: Antemio. La spedizione congiunta dei due imperi contro i Vandali per recuperare l'Africa tuttavia fu un disastro: nel 468 una grande flotta congiunta allestita dai due imperi venne annientata dai Vandali, che consolidarono il loro dominio su Sicilia, Sardegna e Baleari, mentre l'impero d'Oriente, avendo svuotato le casse del tesoro per l'allestimento della disastrosa spedizione, non poté più aiutare la metà occidentale.
Della disfatta del 468 ne approfittarono i Visigoti del nuovo re Eurico, asceso al trono nel 466. Nel 469, desideroso di formare un regno completamente indipendente da Roma, il nuovo re espanse i domini dei Visigoti in Gallia fino alla Loira, conquistando infine l'Alvernia e la Provenza (476), oltre a conquistare tutta la Hispania, a parte una piccola enclave sveva in Galizia. Le sconfitte subite, che portarono alla perdita definitiva della Gallia, compromisero i rapporti fra Antemio e Ricimero che si concluse con una guerra civile che portò al terzo sacco di Roma nel giro di un secolo (472) e con l'uccisione di Antemio, seguita pochi mesi più tardi dal decesso di Ricimero e del nuovo imperatore fantoccio Olibrio.
Il candidato di Olibrio e del suo alleato burgundo Gundobado, il comes domesticorum Glicerio, non venne accettato né da Leone I né dal suo successore, Zenone, che impose il magister militum di Dalmazia, Giulio Nepote. Questi si recò a Roma per essere incoronato da un messo imperiale nel 474 mentre Glicerio, dopo aver rinunciato a ogni suo diritto al trono, concluse i suoi giorni come Vescovo nella città di Salona. Osteggiato dal Senato, nel 475 Nepote dovette subire la rivolta di Oreste, un patrizio romano di Pannonia che una ventina-trentina d'anni prima era stato anche al servizio di Attila. Oreste riuscì a imporre come imperatore suo figlio Romolo Augusto, che regnò per poco più di un anno.

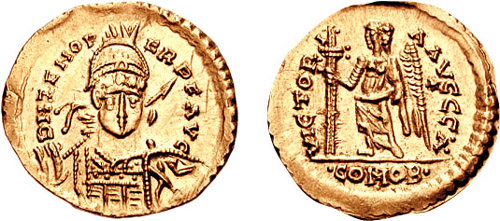
Solido coniato da Odoacre, ma recante il nome di Zenone, cui Odoacre era ufficialmente sottomesso

Il generale romano mercenario Odoacre, appartenente agli Eruli, è passato alla storia come colui che mise fine alla "commedia" dell'impero romano d'Occidente, deponendo ed esiliando il giovanissimo Romolo Augustolo. Si racconta che i soldati germani arruolatisi nell'esercito romano pretesero da Oreste 1/3 delle terre e di fronte al rifiuto si rivoltarono uccidendolo e deponendo l'ultimo Imperatore d'Occidente. Inoltre, rompendo la consuetudine degli imperatori fantoccio asserragliati a Ravenna, spedì le insegne imperiali a Costantinopoli: un atto formale e di relativamente poco conto nella sostanza, che la storiografia moderna ha scelto come confine tra Evo antico e Medioevo (476). Odoacre, che aveva anche ucciso Oreste, generale ex segretario di Attila e padre di Romolo, accompagnò il suo gesto con il messaggio per l'imperatore Zenone che un solo imperatore bastava per l'impero e richiedendo che il suo controllo sull'Italia fosse formalmente riconosciuto dall'impero d'Oriente; anche Giulio Nepote (costretto a fuggire pochi anni prima da Oreste) inviò tuttavia un'ambasceria a Zenone chiedendogli aiuto per riavere il trono. Zenone garantì a Odoacre il titolo di patrizio e Nepote fu dichiarato formalmente imperatore; tuttavia, Nepote non ritornò mai dalla Dalmazia, anche se Odoacre fece coniare monete col suo nome. Dopo la morte di Nepote nel 480, Zenone rivendicò la Dalmazia per l'Oriente; J. B. Bury considera questa la fine reale dell'impero d'Occidente. Odoacre attaccò la Dalmazia, e la guerra finì con la conquista dell'Italia da parte di Teodorico il Grande, Re degli Ostrogoti, sotto l'autorità di Zenone. Rimaneva però in mani "romane" ancora la parte settentrionale della Gallia, che nel 461 si era resa indipendente dal governo centrale ed era governata da Siagro; quest'ultimo territorio ancora in mano romano-occidentale, detto comunemente Dominio di Soissons, cadde solo nel 486 per mano dei Franchi.
La fine dell'impero occidentale rappresentò la fine dell'unità romana del bacino mediterraneo (il cosiddetto mare nostrum) e privò la romanità superstite dell'antica patria. La perdita di Roma costituì un evento di capitale importanza che segnò il tramonto definitivo di un mondo. La parte orientale, per la quale è, d'altra parte, incerto il momento in cui sia corretto parlare di impero bizantino, continuò a esistere sino alla caduta di Costantinopoli (1453) e degli ultimi baluardi di Mistrà (1460) e Trebisonda (1461): essa continuò ad autodefinirsi e a sentirsi impero romano.
L'Imperatore romano d'Oriente continuò comunque a considerare l'Italia e Roma, culla della civiltà romana, come una parte dell'impero, mentre Odoacre e poi Teodorico, come patrizi d'Italia, ufficialmente svolgevano il ruolo di governatori per conto del sovrano di Costantinopoli, pur essendo di fatto regnanti autonomi. Ancora l'imperatore bizantino Giustiniano tentò la riunificazione delle due parti dopo la fine dell'impero d'Occidente, progetto che tuttavia fallirà nei secoli successivi con l'affermazione dei regni di Franchi, Visigoti e Longobardi, e la nascita del Sacro Romano Impero sotto la spinta del papato.

## Conseguenze

### In Occidente: i regni romano-barbarici

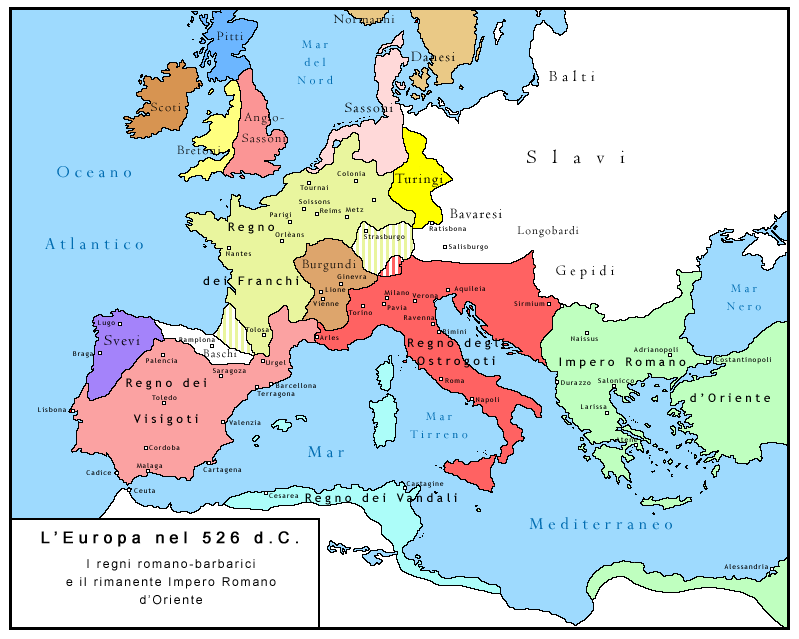
L'Europa verso il 526

Le monarchie "romano-barbariche" presentavano un duplice carattere legato sia alla tradizione germanica dei conquistatori (leggi non scritte, importanza della pastorizia, credo religioso ariano e usanze guerriere) sia alla tradizione latina delle genti romanizzate, con i vescovi spesso provenienti da antiche famiglie aristocratiche romane.
La pars occidentis si andava riorganizzando secondo i nuovi profili istituzionali delle cosiddette "monarchie romano-barbariche", riconosciute formalmente dall'unico imperatore rimasto, quello d'Oriente. Le vecchie municipalità però rimasero operative a lungo, anche se l'economia e la società furono gravemente colpite e non si ripresero per molti secoli. Si spopolarono gradualmente le città (per l'insicurezza, la carenza di approvvigionamenti e l'inflazione galoppante) e l'economia si ruralizzò. Esauriti ormai gli schiavi per i latifondi, si diffusero i coloni (uomini e donne formalmente liberi, ma legati alle terre che lavoravano e ai latifondisti, ai quali prestavano opere gratuite, obbligatorie e unilateralmente decise dai padroni), che vi si rifugiavano in cambio della protezione dei vigilantes, piccoli corpi militari privati.
Nel latifondo, spartito tra le famiglie dei coloni, si erano ormai spezzate le vecchie monocolture in favore di prodotti diversificati e una maggiore presenza di pascoli per l'allevamento (attività tipica dei coloni di origine germanica). Non era quasi mai possibile arrivare all'autosufficienza e persistevano i mercati, almeno per le merci pregiate e i prodotti dell'artigianato.
Il decadere dei commerci con l'oriente rese raro il papiro, che venne sostituito nella preparazione dei libri nei monasteri con la più pregiata (e costosa) pergamena, ricavata dalla pelle degli animali opportunamente conciata, una risorsa ormai più facilmente disponibile per la maggiore diffusione dell'allevamento.
I regni romano-barbarici mantennero molte delle strutture del governo romano, soprattutto a livello municipale, servendosi della collaborazione dei Romani (o, per meglio dire, Romanici) per governare il loro Stato. Non risulta che Franchi e Burgundi avessero mantenuto il sistema provinciale romano, mentre Visigoti e Vandali mantennero le province (governate da rectores o iudices) ma non diocesi e prefetture. Soltanto in Italia Odoacre e, successivamente, i re ostrogoti (in primis Teodorico il Grande) conservarono integralmente la struttura amministrativa tardo-imperiale mantenendo la prefettura del pretorio d'Italia e i due vicariati dell'Italia Annonaria e Suburbicaria, nonché le diverse province in cui era stata suddivisa l'Italia. Quando Teodorico conquistò la Provenza, nel 508, ricostituì anche una diocesi delle Gallie, promossa due anni dopo al rango di prefettura, con capitale Arelate. La prefettura del pretorio delle Gallie venne abolita nel 536, sotto il regno di Vitige, in seguito alla cessione della Provenza ai Franchi. Il motivo per cui Odoacre e, successivamente, Teodorico mantennero integralmente la struttura amministrativa tardo-imperiale era che essi erano ufficialmente viceré dell'Imperatore "romano" di Costantinopoli, per cui l'Italia continuava nominalmente a far parte dell'impero romano, seppur in maniera "indiretta". Le cariche civili (come quella di vicario, di prefetto del pretorio, di praeses, di praefectus urbi, di console, di magister officiorum) continuavano a essere rivestite da cittadini romani, mentre i Barbari privi di cittadinanza ne erano esclusi. I Romani erano invece esclusi dall'esercito, interamente costituito da Ostrogoti.
Le leggi dei regni romano-barbarici attestano che i Barbari ricevettero un terzo o i due terzi delle terre della regione di insediamento, sulla base dell'istituto della cosiddetta hospitalitas.

### In Oriente: l'impero «bizantino» (395–1453)
Mentre l'impero d'Occidente declinò durante il V secolo, il più ricco impero d'Oriente continuò a esistere per oltre un millennio, con capitale Costantinopoli. In quanto incentrato sulla città di Costantinopoli, gli storici moderni lo chiamano «impero bizantino», anche per distinguerlo dall'impero romano classico, incentrato sulla città di Roma. Tuttavia gli Imperatori bizantini e i loro sudditi non si definirono mai tali ma continuarono a fregiarsi del nome «Romani» fino alla caduta dell'impero, quando ormai non avevano più nulla di romano, se non il nome e le aspirazioni irrealizzabili di grandezza. Al tempo dell'esistenza dell'impero bizantino, molte popolazioni continuarono a chiamarlo «romano» (ad esempio i Persiani, gli Arabi e i Turchi) mentre le popolazioni dell'Occidente latino (ma anche gli Slavi), soprattutto dopo l'800 (incoronazione di Carlo Magno), lo definivano «impero greco», per la sua ellenicità. Il termine «bizantino» (per indicare l'intero impero e non i soli abitanti della capitale Costantinopoli) è molto più recente, e fu coniato da Du Cange (1610-1688), quasi due secoli dopo la caduta dell'impero (1453); il termine venne poi reso popolare dagli storici illuministi, che disprezzavano l'impero. Il motivo per cui Du Cange e gli illuministi decisero di dare ai Romani d'Oriente il nome di Bizantini, secondo Clifton R. Cox, sarebbe questo:
- la fase classica dell'antichità greca e romana, periodo di gloria terminato con la caduta di Roma;
- la fase medievale, periodo d'oscurità e di declino;
- la fase moderna, periodo di riabilitazione nel quale rifioriscono le antiche virtù.

Inseriti in questo schema ideologico di pensiero, Ducange e i suoi contemporanei non potevano accettare che i bizantini fossero greci o romani, visto che, sotteso ai termini greci e romani, c'era il glorioso periodo classico terminato con la caduta di Roma. In aggiunta a ciò si sovrappose il pregiudizio religioso: la cattolica Francia guardava alle Chiese Ortodosse d'Oriente come a quelle maggiormente scismatiche ed eretiche".»
Nel periodo proto-bizantino (da Costantino fino a Eraclio, 330-641) l'impero mantenne un carattere multietnico e molte delle istituzioni del tardo impero romano (al punto che diversi storici, non solo anglofoni, ne prolungano la durata fino al 602/610/641) e continuava a estendersi su buona parte del Mediterraneo, soprattutto dopo le conquiste effimere di Giustiniano I (Italia, Dalmazia, Spagna meridionale e Nordafrica). Secondo Georgij Ostrogorskij:
(Georgij Ostrogorskij, Storia dell'impero bizantino, p. 27.)
Nonostante ciò, le influenze orientali lo portarono gradualmente a evolversi, divenendo sempre più un impero greco: già al tempo di Giustiniano, la popolazione delle province orientali ignorava il latino, nonostante fosse ancora la lingua ufficiale dell'impero d'Oriente, al punto che l'Imperatore dovette scrivere molte delle sue leggi in greco, per renderle comprensibili alla popolazione; lo stesso Giustiniano abolì il consolato (541) e, pur mantenendo in massima parte la struttura amministrativa tardo-imperiale elaborata da Diocleziano e Costantino (con l'impero suddiviso in prefetture, diocesi e province), abolì le diocesi nella prefettura d'Oriente e unificò autorità civile e militare nelle mani del dux in alcune province che lo richiedevano particolarmente per la loro situazione interna; né va dimenticato che già sotto Giustiniano l'Imperatore aveva assunto un carattere teocratico (era ritenuto il vicario di Cristo sulla Terra), ingerendo pesantemente proprio per questo motivo nelle questioni religiose (cesaropapismo). Un altro passo in avanti nel processo di rinnovamento dell'impero fu attuato dall'imperatore Maurizio (582-602) nel tentativo di proteggere le province occidentali sotto la minaccia dei Longobardi e dei Visigoti: egli infatti riorganizzò le prefetture d'Italia e Africa in altrettanti esarcati (retti da esarchi, con autorità sia civile sia militare), abolendo nelle province occidentali la netta separazione tra autorità civile e militare stabilita da Diocleziano. È però con Eraclio I (610-641) che si fa terminare per convenzione il periodo tardo-romano (o "proto-bizantino") dell'impero d'Oriente. Fu infatti Eraclio a rendere il greco la lingua ufficiale al posto del latino, e inoltre a cominciare le riforme che, poco per volta, proseguite dai suoi successori, trasformarono profondamente lo stato. Sempre sotto Eraclio l'impero perse molti dei territori non grecofoni perdendo molta della sua multietnicità e trasformandosi effettivamente in un "impero greco".

#### Occidente e Oriente uniti e divisi (395-476)
Alcuni studiosi hanno accusato l'impero romano d'Oriente di non aver aiutato a sufficienza l'impero d'Occidente contro gli invasori barbari: anzi accusano i diplomatici bizantini, dall'epoca di Arcadio in poi, di aver incoraggiato le popolazioni barbariche a spostarsi a occidente, liberando così i confini orientali dalla loro minaccia, in cambio della promessa di una legittimazione al governo di ampie zone occidentali. Altri studiosi, invece, ritengono tali accuse prive di fondamento: certamente nel periodo 395-408 i rapporti tra impero d'Oriente e impero d'Occidente erano conflittuali a causa dei contrasti tra Stilicone e i primi ministri di Arcadio, ma non ci sono prove che il governo romano-orientale abbia avuto un ruolo attivo nello spingere Alarico a invadere l'Italia, anche se certamente non si opposero alla sua partenza. Quanto ai Vandali, Alani e Svevi, essi si trovavano lungo l'alto corso del Danubio e per la loro posizione geografica erano naturalmente portati a invadere l'impero d'Occidente; inoltre la migrazione degli Unni, spingendoli verso ovest, li portò inevitabilmente a invadere la parte occidentale piuttosto che la lontana parte orientale. Certo è invece (come attesta Zosimo) che Stilicone strinse un'alleanza con Alarico contro l'impero d'Oriente nel 406: Stilicone intendeva invadere con il supporto dei Visigoti l'Illirico orientale in modo da costringere Arcadio a cedere all'impero d'Occidente la zona contesa in questione, ma il piano fallì a causa dell'invasione della Gallia (e poi della Spagna) da parte di Vandali, Alani e Svevi e dell'usurpazione in Gallia e Britannia di Costantino III, che impedì a Stilicone di raggiungere Alarico in Epiro.
Con la caduta in disgrazia e uccisione di Stilicone (408), i rapporti tra Occidente e Oriente tornarono più sereni, anche per la solidarietà dinastica, e non furono infrequenti gli aiuti militari: nel 409 Teodosio II, figlio di Arcadio, inviò 4 000 soldati a Ravenna per difendere suo zio Onorio da Alarico e dal suo Imperatore fantoccio Prisco Attalo, contribuendo a salvargli il trono; nel 425 lo stesso Teodosio II inviò una spedizione in Italia per deporre l'usurpatore Giovanni Primicerio e porre sul trono d'Occidente l'Imperatore legittimo Valentiniano III, cugino dell'Imperatore d'Oriente; e tra il 431 e il 441 l'Imperatore d'Oriente inviò consistenti contingenti in Africa per aiutare l'impero d'Occidente a difenderla dai Vandali. Considerato che, nonostante la relativa pace con la Persia nel V secolo, il limes orientale non poteva essere sguarnito eccessivamente di truppe, e che il limes danubiano era minacciato dagli Unni (i quali invasero l'impero d'Oriente nel 421, 434, 441-442 e 447), i rinforzi che l'impero d'Oriente inviò a quello d'Occidente erano tutt'altro che inconsistenti.
Nel 441, a conferma di quanto l'impero d'Oriente non fosse indifferente al declino dell'impero d'Occidente, il limes danubiano fu addirittura sguarnito di truppe, le quali furono imbarcate in una flotta comprendente 1100 navi, con l'intenzione di attaccare i Vandali per riconquistare Cartagine. Di tale sguarnimento del limes danubiano, tuttavia, decisero di approfittarne gli Unni di Attila: trovato un pretesto per rompere la pace, gli Unni invasero l'Illirico orientale, devastando interi territori approfittando della partenza delle truppe per combattere i Vandali in Africa e costringendo Teodosio II a richiamare la flotta e ad annullare la spedizione di riconquista dell'Africa. Negli anni successivi (441-450) Teodosio II, impegnato ad aver a che fare con Attila e con gli Unni, ai quali fu costretto a pagare un tributo annuale di 2 100 libbre d'oro e a evacuare la zona a sud del Danubio larga cinque giorni di marcia, non poté aiutare ulteriormente l'impero d'Occidente perché lo stesso impero d'Oriente era in grave pericolo.
A conferma dell'unità "teorica" dell'impero, la monetazione di quel periodo mostra i due Imperatori d'Occidente e d'Oriente seduti sullo stesso trono ed entrambi sorreggenti il globo crucigero rappresentante l'ideale romano di dominare l'intero mondo, con l'iscrizione SALVS REI PUBLICAE. Tuttavia, leggi promulgate in Oriente erano ritenute valide per l'Occidente solo se ratificate dall'imperatore occidentale, e viceversa, creando una divergenza legislativa tra Occidente e Oriente.
Sotto l'imperatore Marciano (450-457) l'Oriente non rinunciò al sostegno dell'Occidente contro gli invasori: la cronaca di Idazio narra che contingenti romano-orientali furono inviati in sostegno dell'impero d'Occidente contro gli Unni quando Attila invase l'Italia (452), contribuendo al suo ritiro. Il suo successore Leone I (457-474) allestì addirittura nel 468 un'immensa spedizione di 1100 navi per aiutare l'impero d'Occidente a recuperare l'Africa, spendendo l'equivalente di più di un anno di entrate. Il fallimento della spedizione, dovuta forse al tradimento del generale Basilisco (accusato da Procopio di essersi accordato con Genserico), impedì all'impero d'Oriente di aiutare ulteriormente l'impero d'Occidente essendo le casse dello Stato vuote a causa del dispendio economico per allestire la fallimentare spedizione.
I Germani erano ancora importanti sotto il profilo militare come mercenari (l'alano Aspar era molto influente a corte), ma dall'epoca di Leone I (457-474) si riuscì ad affrancarsi da essi tramite l'arruolamento in larga scala di Isauri, una popolazione guerriera dell'Anatolia. Lo stesso imperatore Zenone (474-491) era isaurico. Egli fece eliminare i propri rivali, Aspar e suo figlio Ardaburio nel 471, generando tuttavia in tal modo la rivolta dei foederati goti stanziati in Tracia, che appoggiavano Aspar. Solo nel 473 si riuscì a porre termine alla rivolta con il pagamento di un tributo annuale di 2 000 libre d'oro e la nomina del capo dei Goti di Tracia Teodorico Strabone a magister militum e "solo sovrano dei Goti". Successivamente, però, i Goti di Tracia si unirono con i Goti Amali di Pannonia, condotti da Teodorico il Grande, portando alla formazione della coalizione degli Ostrogoti. Gli Ostrogoti furono un grave problema per l'impero d'Oriente, finché non si riuscì a dirottarli verso l'Italia, ormai controllata da Odoacre (489).

#### Tra la caduta dell'impero d'Occidente e Giustiniano (476-527)

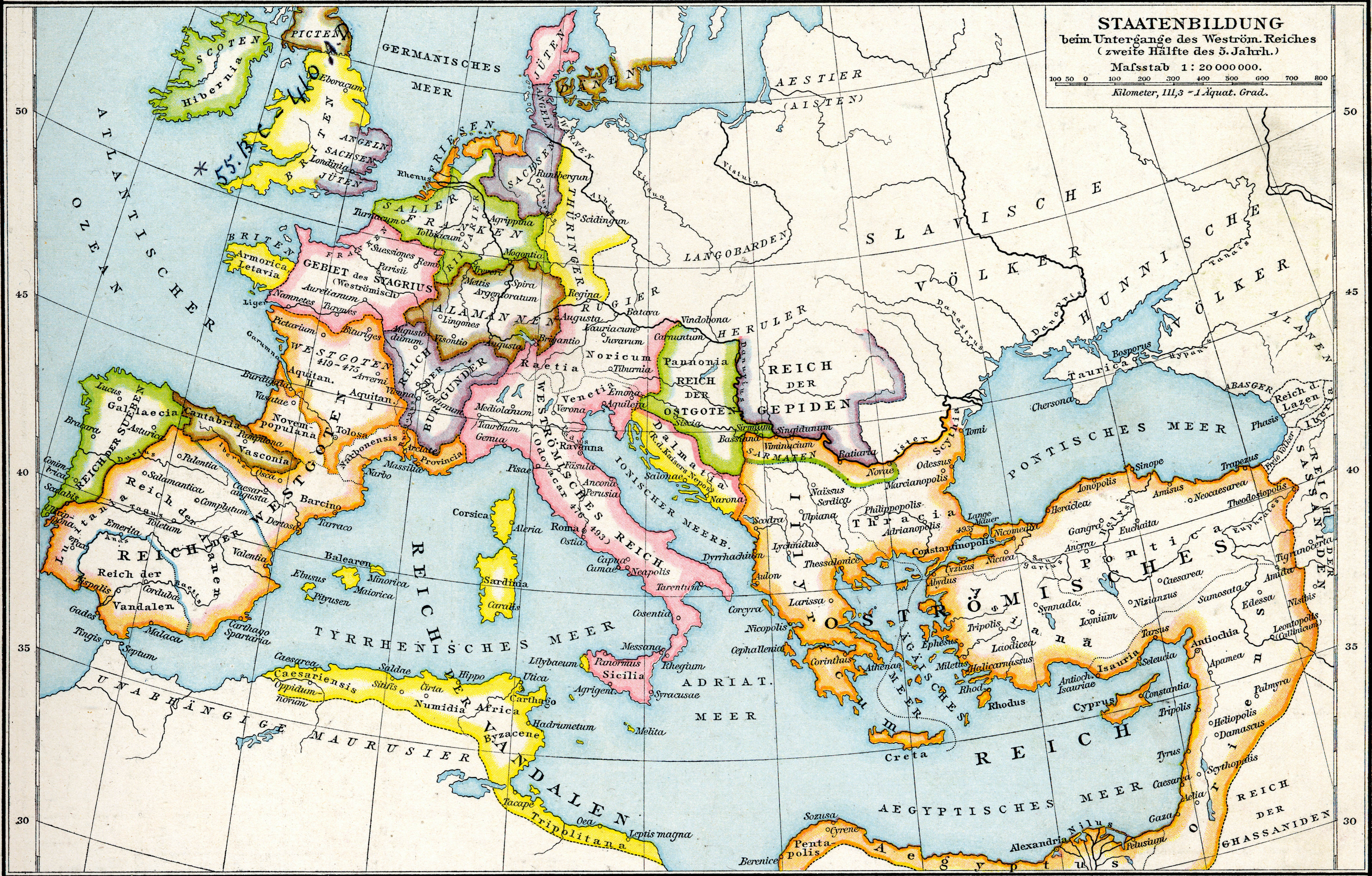
I regni romano-barbarici poco dopo la caduta dell'Impero romano d'Occidente

La risposta di Costantinopoli dopo il 476 ai nuovi regni barbarici fu duplice: da un lato gli imperatori volevano mantenere i diritti teorici su tutto l'impero, quali legittimi successori dei Cesari; dall'altro lato essi erano ormai disinteressati al vasto territorio occidentale ormai impoverito e decentrato, che non valeva l'enorme dispendio di mezzi che sarebbe stato necessario per riconquistarlo. L'economia redditizia dopotutto si svolgeva ormai quasi esclusivamente nelle ricche città della parte asiatica e nel Mediterraneo orientale. Per questo gli imperatori accettarono ogni capo barbaro che si arrogasse il governo di qualche territorio, purché riconoscessero la superiorità morale di Costantinopoli. Talvolta, quando un regno sembrava acquisire troppa forza e importanza, Bisanzio cercava di mettere i capi barbarici l'uno contro l'altro, favorendo colpi di Stato e congiure.
Alcuni problemi derivarono dal fatto che la fede della popolazione delle province orientali fosse monofisita, cosa che l'imperatore cercò di mitigare adottando una dottrina di compromesso (editto di Henotikòn), che venne però condannata sia dalla frangia più estrema del monofisismo sia dal Papa. Oltre alle questioni religiose, molto sentite, i problemi che preoccupavano l'impero d'Oriente erano la difesa dei confini nord-occidentali dalle popolazioni germaniche, slave e uralo-altaiche, la ridefinizione giuridica, fiscale e territoriale del territorio, i rapporti con l'Occidente e con il papa romano, e la contesa con l'impero persiano della zona compresa tra l'Eufrate e la Siria.

#### Il tentativo di riconquista dell'Occidente: Giustiniano e la guerra gotica

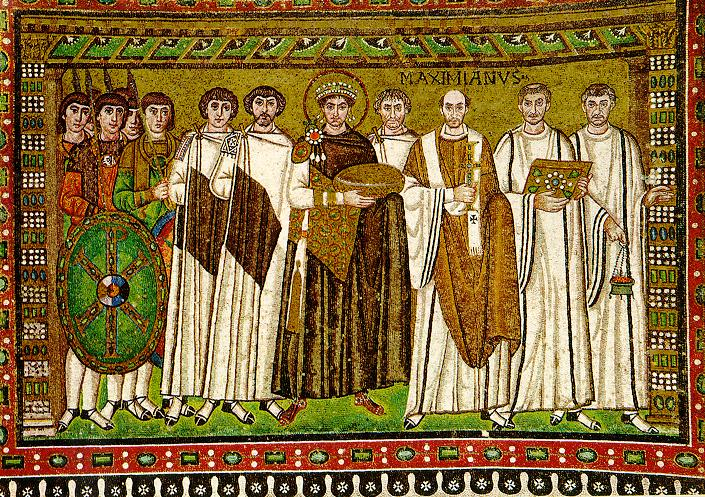
Giustiniano, mosaico nella chiesa di San Vitale a Ravenna

Fu con l'imperatore Giustiniano I (al potere dal 527), che l'impero romano d'Oriente avviò una campagna di riconquista dei territori occidentali con l'obiettivo di spostare di nuovo il baricentro politico verso il Mediterraneo e verso occidente, restaurando l'antica unità territoriale imperiale. Innanzitutto l'Imperatore si assicurò la pace sulla frontiera orientale stipulando una pace "perpetua" (dopo un conflitto con scarsi risultati tra il 526 e il 532). Un esercito di modeste dimensioni, ma dotato di una notevole flotta, poté allora partire alla volta dell'Occidente, sbaragliando velocemente in Africa il regno dei Vandali (533-534). Capitanò l'impresa il generale Belisario, già vittorioso durante la rivolta della Nika, che aveva insanguinato Costantinopoli nel 532 e quasi indotto alla fuga lo stesso imperatore, se non fosse stato per i consigli di sua moglie, l'Imperatrice Teodora.
La riconquista di Giustiniano si volse quindi all'Italia, dove il potere degli Ostrogoti era in crisi dopo la morte di Teodorico (526). Sua figlia Amalasunta teneva la reggenza per suo figlio Atalarico, ma, con la morte del piccolo (534), essa aveva cercato di associarsi il cugino Teodato per restare sul trono. Quest'ultimo, però, l'aveva prima isolata sull'Isola Bisentina (lago di Bolsena), quindi l'aveva fatta uccidere. Il pretesto per l'attacco agli Ostrogoti fu dato proprio dal comportamento di Teodato (oltre ai non chiari patti di foederatio tra impero e Goti). La cosiddetta guerra gotica iniziò nel 535 con la rapida conquista della Sicilia e della Dalmazia. Nel 536 avvenne lo sbarco dell'esercito imperiale nella penisola italiana, con la rapida conquista di Napoli e la morte di Teodato, già destituito, mentre fuggiva da Roma. Gli succedette Vitige, che fu fatto ostaggio da Belisario quando conquistò l'imprendibile Ravenna nel 540 tramite un'astuzia. Belisario era in disaccordo con Giustiniano sul cosa fare con i territori riconquistati: Giustiniano voleva lasciare che gli Ostrogoti governassero uno Stato tributario a nord del Po, mentre Belisario intendeva incorporare anche l'Italia transpadana nei territori controllati direttamente dall'impero. Scontento di Belisario, Giustiniano lo inviò a oriente, a difendere l'impero dai rinnovati attacchi dei Persiani Sasanidi.
Nel 541, il nuovo re degli Ostrogoti, Totila (soprannome che significava l'"Immortale"), sconfisse ripetutamente i Bizantini in Romagna, Toscana e Campania, riconquistando Napoli (543) e Roma (546), prima di costituire una flotta con la quale organizzò numerose scorrerie nelle grandi isole del Mediterraneo. Totila tentò anche la mossa strategica di abolire la schiavitù, liberando i servi dei latifondi, ma non ne ebbe l'appoggio che sperava.
Dopo essere caduto in disgrazia nel 543 con l'accusa di tradimento (per poi essere perdonato grazie all'amicizia di sua moglie Antonina con l'imperatrice Teodora), Belisario fece ritorno in Italia (544), ma con truppe insufficienti non riuscì a contrastare efficacemente Totila, anche se riuscì a strappare ai Goti il possesso di Roma (547). Conscio che senza truppe sufficienti non sarebbe mai riuscito a vincere la guerra, Belisario tramite Antonina chiese e ottenne il richiamo in Oriente (548). Dopo il richiamo di Belisario Giustiniano trascurò la guerra in Italia perché impegnato nelle questioni teologiche, e Totila ne approfittò riconquistando Roma e invadendo la Sicilia, la Sardegna e la Corsica. Nel 551 Giustiniano si decise a inviare il generale eunuco Narsete in Italia. Narsete riuscì a sconfiggere definitivamente Totila a Taginae (l'odierna Gualdo Tadino), come pure il suo successore Teia (552), conquistando tutta l'Italia; respinse inoltre le scorrerie dei Franco-Alamanni nell'Italia del Nord. Nel 554 Giustiniano estese a tutta l'Italia la Prammatica Sanzione, con una prefettura con capitale a Ravenna, suddivisa in varie province. Fu ristabilita la schiavitù e fu iniziato un programma artistico e architettonico a Ravenna. Nel 554, le forze bizantine conquistarono parte della Spagna meridionale ai Visigoti.

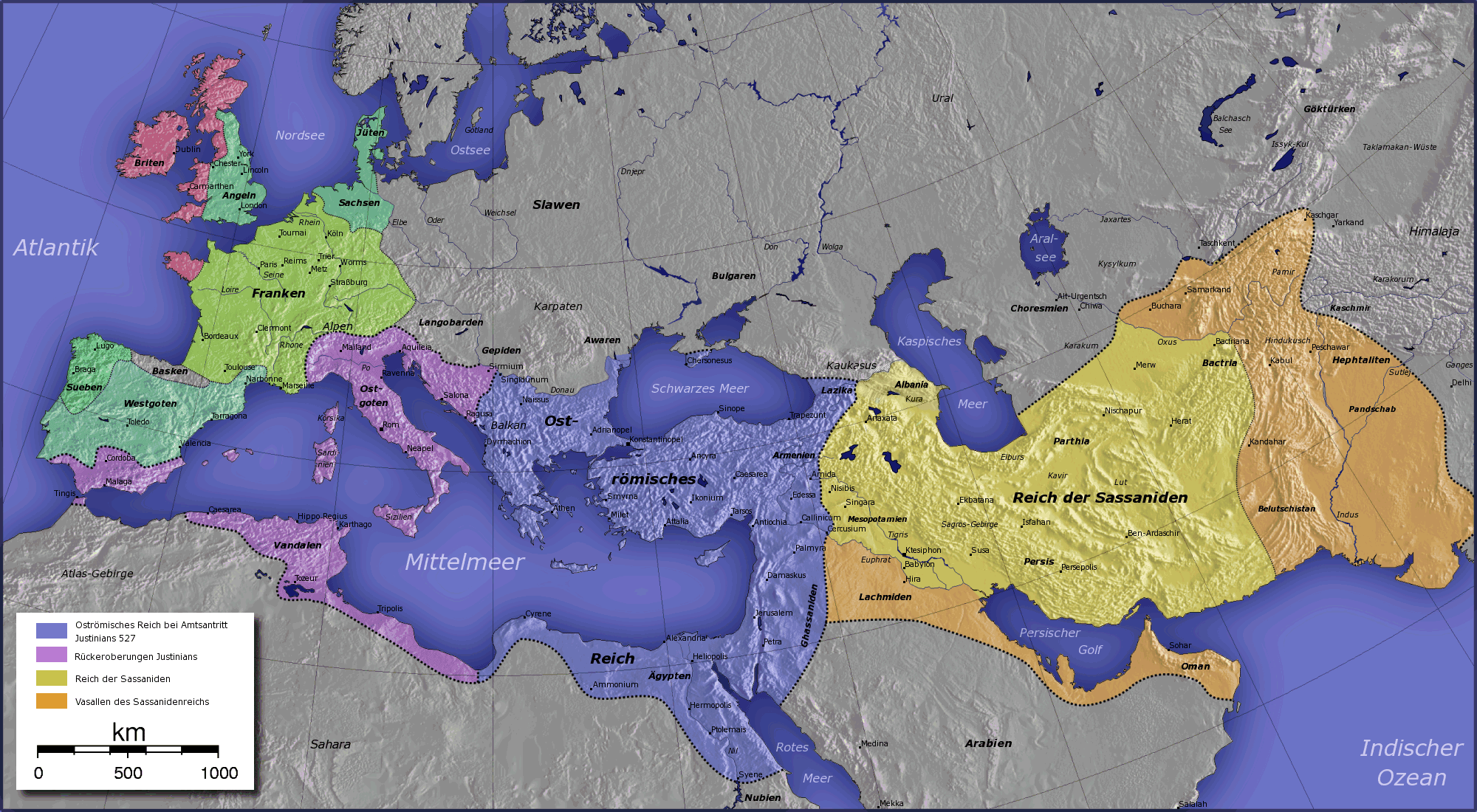
L'Impero romano d'Oriente alla morte di Giustiniano (565). In blu l'impero nel 527, in viola le conquiste di Giustiniano in Occidente, in altri colori gli Stati confinanti.

La guerra gotica aveva tuttavia devastato l'Italia. Dopo la guerra Roma era parzialmente in rovina con solo un acquedotto ancora in funzione e il Senato romano in irreversibile declino. Giustiniano nella Prammatica Sanzione promise fondi per la ricostruzione e per la promozione della cultura, e fonti contemporanee, forse propagandistiche, riferiscono che per opera di Narsete furono ricostruite, in tutto o in parte, diverse città tra cui Milano; l'unica opera pubblica riparata a Roma risulta essere, invece, il ponte Salario, ricostruito nel 565. Anche se Narsete si impegnò a ricostruire, in tutto o in parte, diverse città, concentrò le sue attenzioni soprattutto nella costruzione di difese. Nonostante Giustiniano avesse tentato con la Prammatica Sanzione di combattere gli abusi degli esattori imperiali in Italia, essi continuarono a essere commessi. Il sistema tardo-romano di riscossione delle tasse, che i Bizantini ereditarono dall'impero romano, era infatti oppressivo e la corruzione degli esattori che estorcevano dalla popolazione più del dovuto per tenersi l'eccedenza per sé senza darlo allo Stato non fece che peggiorare la situazione.
Inoltre un momento altamente drammatico fu anche la cosiddetta peste di Giustiniano (542-546), che spopolò Costantinopoli e tutto l'impero, mentre pochi anni più tardi (559) la capitale veniva salvata a stento da un'orda di invasori unni e slavi.
Lo squilibrio creato a oriente dalle campagne in Europa occidentale fu subito colto dai Persiani, che tra il 540 e il 562 invasero l'Armenia e la Siria, occupando momentaneamente anche la metropoli di Antiochia. Nel 562 Giustiniano riuscì a ottenere la pace con la Persia al prezzo di un caro tributo.

#### Decadenza e fine del periodo proto-bizantino (565-641)
Nel 568-569 i Longobardi invadevano l'Italia stremata dalla guerra, molto probabilmente perché pressati dall'espansionismo avaro, anche se secondo la tradizione tramandata da Paolo Diacono (ma considerata inattendibile dalla storiografia odierna) sarebbero stati sobillati a invaderla dallo stesso Narsete per vendetta contro Giustino II, che lo aveva richiamato a Costantinopoli.
Ben presto l'impero perse, dunque, il controllo dell'Italia a vantaggio dei Longobardi, conservando solo alcune zone costiere e, all'interno, un modesto corridoio umbro che collegava Roma con Ravenna. Nel frattempo la Spagna bizantina subiva la controffensiva dei Visigoti condotti da re Leovigildo, che riconquistò diverse città, mentre la Prefettura del pretorio d'Africa era minacciata dalle incursioni del re locale Garmul, sconfitto dal generale (e poi esarca d'Africa) Gennadio solo nel 578. Il nuovo Imperatore Giustino II, invece di inviare rinforzi in Occidente per salvaguardare i territori riconquistati da Giustiniano, decise incautamente di violare la tregua con la Persia, ritenendo umiliante continuare a pagare il tributo ai Persiani che Giustiniano aveva accettato di versare per comprare la pace. La nuova guerra contro la Persia, iniziata nel 572 e terminata solo vent'anni dopo (591), portò inizialmente alla perdita di Dara e impegnò per parecchio tempo la maggior parte delle truppe dell'impero d'Oriente, distogliendole dalla difesa dei Balcani e dei territori occidentali riconquistati da Giustiniano. Quando, dunque, intorno al 580, i Balcani furono invasi da Slavi e Avari, l'impero non poté opporre forze sufficienti per respingerli, con il risultato che grosse porzioni dei Balcani furono occupate da Slavi (mentre gli Avari erano intenzionati a compiere incursioni non per stabilirsi entro i confini dell'impero, ma per lo più a fini di saccheggio e per costringere l'impero ad aumentare il tributo).

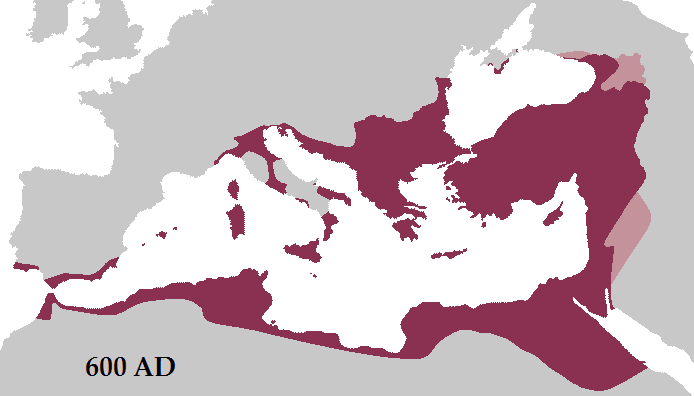
L'impero romano d'Oriente nell'anno 600

L'imperatore Maurizio (582-602) ereditò dunque una situazione disperata, con l'impero invaso da tutti i fronti. In Occidente tentò di porvi rimedio costituendo gli Esarcati, nel tentativo di rendere i territori occidentali in grado di autodifendersi senza ricevere aiuti da Oriente, e cercando l'alleanza dei Franchi contro i Longobardi. Sempre Maurizio, nel 597, stabilì che alla sua morte si sarebbe ricostituito l'impero d'Occidente, governato dal figlio minore Tiberio, mentre l'impero d'Oriente sarebbe andato al primogenito Teodosio; secondo Ostrogorskij, questa sarebbe la prova che «non si era rinunciato all'idea dell'impero romano universale, né a quella dell'unico impero romano governato collegialmente, con amministrazione distinta delle sue due parti». Tuttavia la morte violenta di Maurizio, ucciso dall'usurpatore Foca (602-610), mandò a monte i suoi piani. In Oriente, invece, Maurizio cercò di risolvere un problema per volta: cioè prima vincere la guerra contro la Persia e, solo dopo aver risolto il problema persiano, riconquistare i Balcani agli Slavi e Avari. Vinta nel 591 la guerra contro la Persia, approfittando di una guerra civile scoppiata nell'impero sasanide, e ottenuta parte dell'Armenia, Maurizio poté quindi volgere gran parte del proprio esercito contro Slavi e Avari, nel tentativo di scacciarli dai Balcani e respingerli oltre Danubio. Le sue campagne, durate fino al 602, furono nel complesso vittoriose e portarono al ripristino del limes danubiano, ma la sua politica volta al risparmio generò nel 602 un ammutinamento nell'esercito che gli costò il trono.
Sotto Foca e Eraclio, la situazione in Oriente e nei Balcani degenerò nei primi vent'anni del VII secolo: i Persiani, rotta la pace con il pretesto di vendicare l'assassinio di Maurizio, dilagarono in Oriente, conquistando Siria, Palestina e Egitto e devastando l'Asia Minore; gli Avari e gli Slavi ripresero l'offensiva, strappando di nuovo all'Impero l'Illirico. Nel 626 Costantinopoli stessa si trovò assediata da Persiani e Avari, ma la città resistette e l'impero riuscì a sopravvivere. Nel frattempo, in Occidente, i Visigoti riuscirono intorno al 624 a cacciare i Bizantini dalla Spagna, mentre, in Italia, Bisanzio e i Longobardi erano in pace fin dal 603, grazie alla politica conciliante dell'esarca Smaragdo. Tuttavia, ben presto scoppiarono delle rivolte - probabilmente dell'esercito scontento per i ritardi nella paga - a Ravenna e a Napoli, che risultarono nell'assassinio dell'esarca Giovanni e dell'usurpazione del potere nella città partenopea di un certo Giovanni Consino (615). Il nuovo esarca Eleuterio riuscì a sedare le rivolte in questione, ma, resosi conto delle difficoltà dell'impero in Oriente e intendendo restaurare l'impero d'Occidente, nel 619 usurpò il potere, facendosi proclamare dall'esercito Imperatore d'Occidente assumendo il nome di Ismailius. Il nuovo Imperatore d'Occidente - Eleuterio/Ismailius - marciò quindi alla volta di Roma - con l'intenzione di farsi incoronare dal Papa o dal Senato - ma nel corso del tragitto venne ucciso nei pressi del Castrum Luceolis (in Umbria) dagli stessi soldati bizantini rimasti leali a Eraclio, ponendo fine all'usurpazione e all'effimera "rinascita" dell'impero d'Occidente. Il suo successore Isacio continuò a rinnovare la tregua con i Longobardi, ma non poté impedire loro - sotto il regno di Rotari - di conquistare la Liguria e, in Veneto, Oderzo e Altino.

L'impero bizantino nel 650 circa, dopo le conquiste islamiche

Eraclio riuscì invero a recuperare il terreno perduto con una serie di campagne orientali durate dal 622 al 628, vincendo inaspettatamente la guerra contro la Persia e recuperando i territori orientali (628), ma la riconquista di Siria, Palestina ed Egitto fu effimera, perché già sei anni dopo la fine della guerra contro la Persia, quegli stessi territori furono invasi dagli Arabi da poco convertiti all'Islam, che tra il 634 e il 641 occuparono quegli stessi territori che Eraclio aveva recuperato ai Persiani.
Nel 641, dunque, l'impero, ridotto all'Asia Minore e Tracia con enclavi in Italia, Africa e Balcani, si era ridotto ai minimi termini. La fase tardo-romana dell'impero bizantino si fa terminare convenzionalmente tra il 610 e il 641 quando l'Imperatore Eraclio dichiara il greco lingua ufficiale dello Stato al posto del latino (ormai parlato solo nelle province occidentali), ellenizza varie cariche politiche traducendo le loro denominazioni dal latino in greco (es. Augustus diventa Basileus), con la riforma dei temi riforma sia l'esercito sia l'amministrazione provinciale (che prima di lui aveva mantenuto la suddivisione tra prefetture, diocesi e province, stabilita da Diocleziano e Costantino). Il nuovo Stato rinnovato, liberato dalla decadente eredità tardo-romana, è quello che gli storici definiscono l'impero bizantino propriamente detto.